# Rotterdam
Rotterdam (uitspraakⓘ) is een havenstad in het westen van Nederland, in de provincie Zuid-Holland. Met 600.015 inwoners (1 januari 2023) is het de op een na grootste stad van Nederland qua inwoneraantal, na Amsterdam. De gehele gemeente Rotterdam telt 670.610 inwoners en de nog grotere metropoolregio Rotterdam Den Haag telt meer dan 2,4 miljoen inwoners. Qua oppervlakte is Rotterdam met een omvang van 319,4 km² de grootste stad van Nederland.
Rotterdam dankt zijn naam aan een dam in de rivier de Rotte. De stad ligt aan de rivier de Nieuwe Maas, die gevoed wordt door water van de Rijn. De haven van Rotterdam was lange tijd de grootste ter wereld en is nog altijd de grootste en belangrijkste van Europa. Het havengebied strekt zich uit over een lengte van 40 kilometer en is een belangrijk logistiek en economisch centrum. Mede vanwege de havenindustrie heeft Rotterdam het imago van een arbeidersstad en kent de stad een zeer diverse bevolking.
Nadat de historische binnenstad grotendeels verwoest werd door een Duits oorlogsbombardement in 1940, is Rotterdam een bakermat geworden voor vernieuwende architectuur, waaronder de Erasmusbrug, de Kubuswoningen en een groot aantal wolkenkrabbers. Bekendheid geniet de stad daarnaast vanwege de Erasmus Universiteit, de kunstcollecties van Museum Boijmans Van Beuningen en de Kunsthal en voetbalclubs Sparta, Excelsior en Feyenoord. In januari 1948 kreeg Rotterdam van koningin Wilhelmina toestemming de spreuk Sterker door strijd onder het gemeentewapen te voeren.

## Geschiedenis

### Ontstaan en opkomst
Sinds de negende eeuw lag op de plaats van het huidige stadscentrum van Rotterdam de nederzetting Rotta. Deze werd in de twaalfde eeuw onbewoonbaar door overstromingen van de rivier Rotte. Omstreeks 1270 werd in de Rotte een dam gelegd op de plek waar de Hoogstraat de Rotte kruist. Hieraan ontleent Rotterdam zijn naam. Rond deze dam ontstond een nederzetting waar men in eerste instantie leefde van visserij. Al snel werd het ook een handelsplaats en ontstonden de eerste havens.

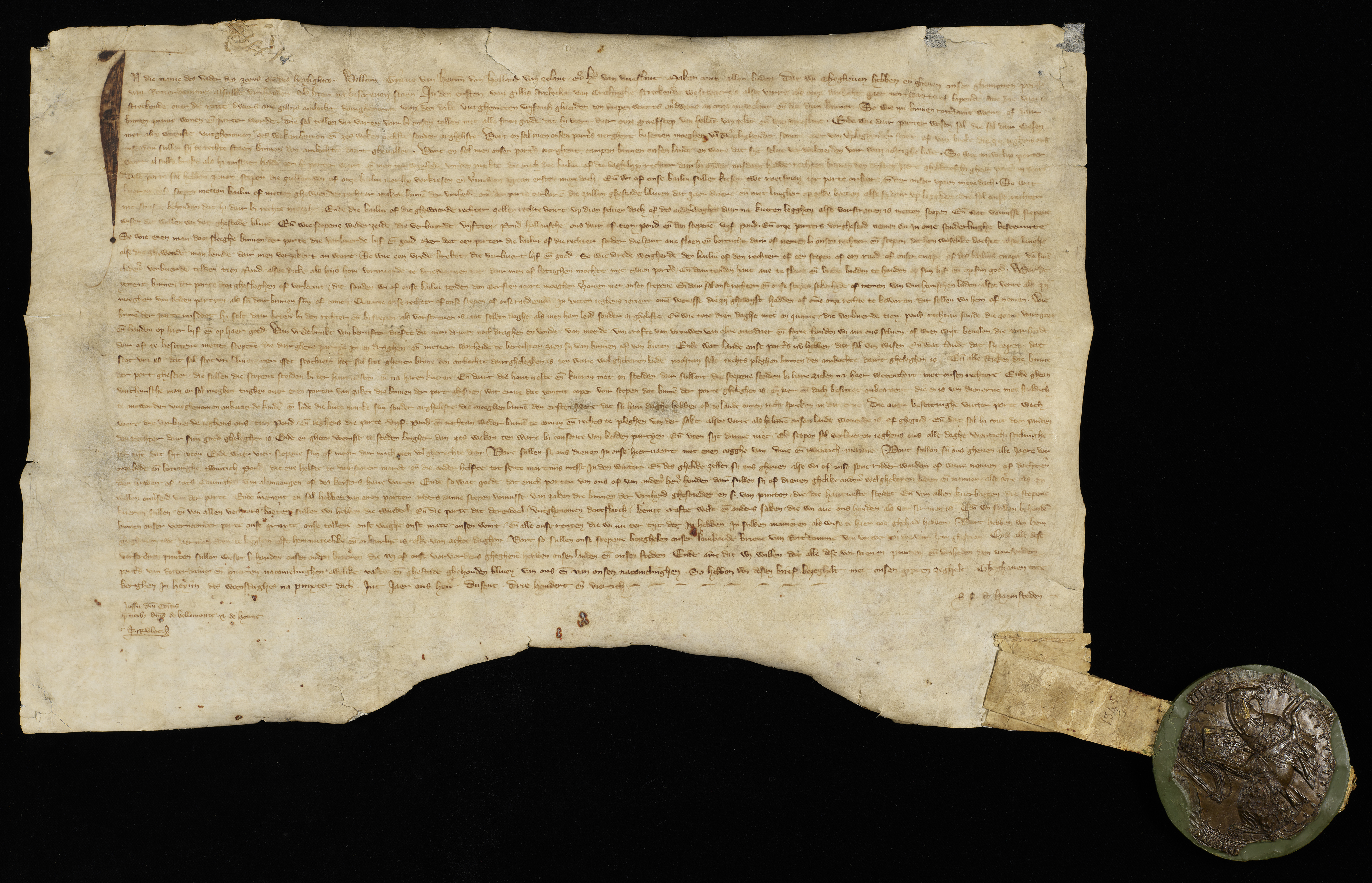
Stadsrechtencharter van Rotterdam van 1340

Op 17 maart 1299 kreeg Rotterdam van graaf Jan I van Holland stadsrechten. In het verleden werd er algemeen van uitgegaan dat die nog datzelfde jaar, na de dood van Wolfert I van Borselen (de voogd van Jan I) en Jan I zelf, werden herroepen, maar die visie is niet meer algemeen gangbaar. Hoe het ook zij, op 7 juni 1340 verleende graaf Willem IV van Holland (opnieuw) stadsrechten. In 1358 kreeg de stad toestemming van Albrecht van Beieren om verdedigingswerken rondom Rotterdam te bouwen. Als eerste waren dat vestingsingels en houten palissades, die geleidelijk werden vervangen door een stenen stadsmuur. Begin 16de eeuw was de stenen stadsmuur rondom de hele stad voltooid.
Jonker Frans van Brederode speelde tijdens de Hoekse en Kabeljauwse twisten tussen 1488 en 1490 voor Rotterdam een belangrijke rol. Door de oorlogen was de positie van Rotterdam als zijn uitvalsbasis in vergelijking met de omliggende steden enorm versterkt. Zo had het nabijgelegen Delft door hem vrijwel al zijn schepen verloren en Gouda de helft van de huizen. Dankzij jonker Frans werd Rotterdam definitief een stad van betekenis in Holland.

Tussen 1449 en 1525 bouwde men de laat-gotische Sint-Laurenskerk. In het middeleeuwse Rotterdam was dit het enige stenen gebouw. Het was een ambitieus project: Rotterdam bestond destijds uit ongeveer 1200 huizen.

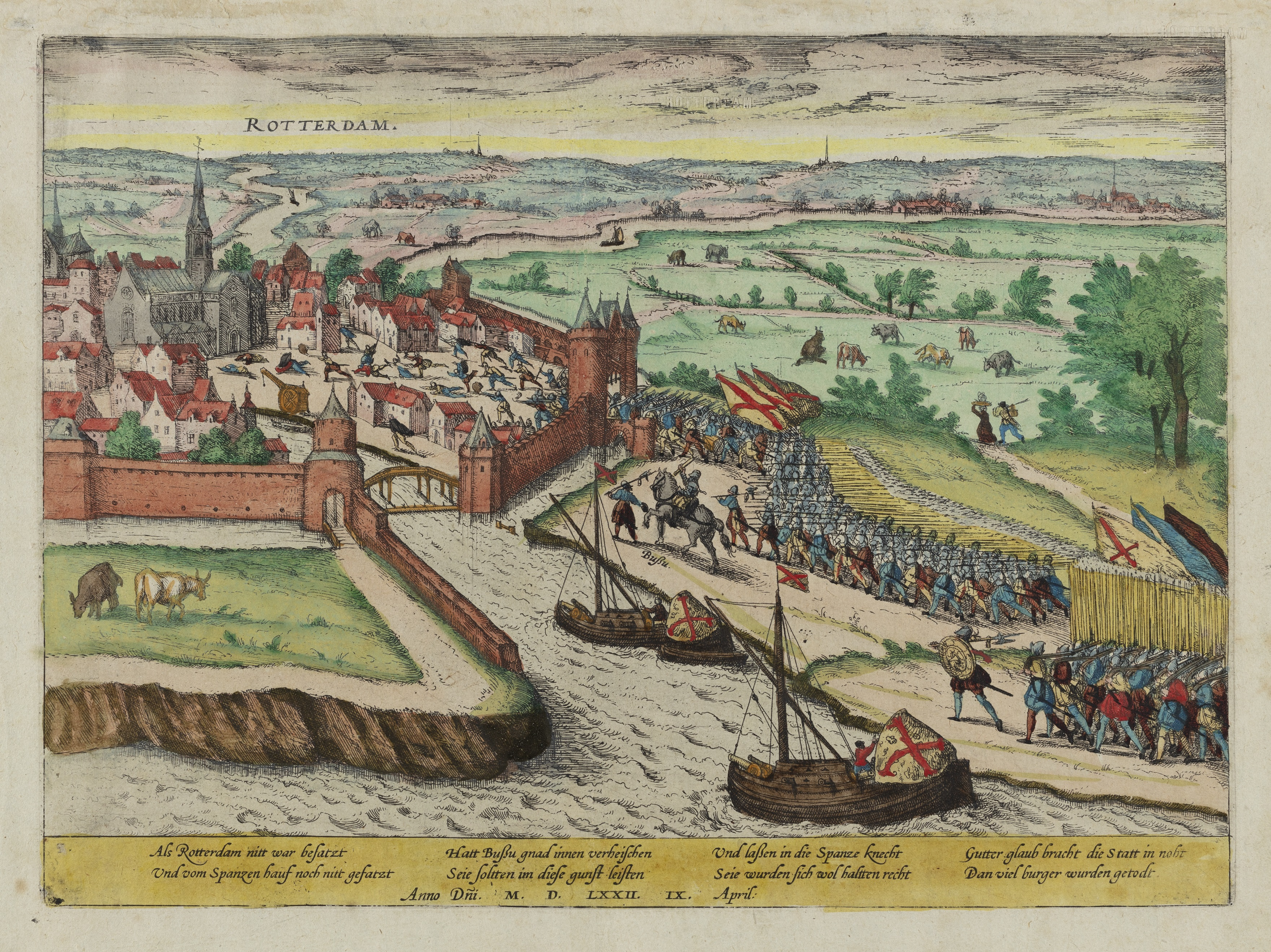
De bestorming van Rotterdam in 1572, tijdens de Tachtigjarige Oorlog

In 1572 werd Rotterdam geplunderd door troepen van de stadhouder van de Spaanse koning, de Henegouwer Maximiliaan van Hénin-Liétard. In 1573 koos de stad de kant van de Nederlandse Opstand. De stad had toen ongeveer 10.000 inwoners. Aan het eind van de 16e eeuw liet Johan van Oldenbarnevelt, die van 1576 tot 1586 raadpensionaris van de stad was, de Rotterdamse haven verder uitbouwen, waarmee de grondslag werd gelegd voor de belangrijke plaats die deze stad zich in de zeehandel zou verwerven. Bij de volkstelling van 1622 was het aantal inwoners gegroeid tot ongeveer 20.000. Tegen het eind van de 17e eeuw zouden het er zelfs 50.000 zijn.

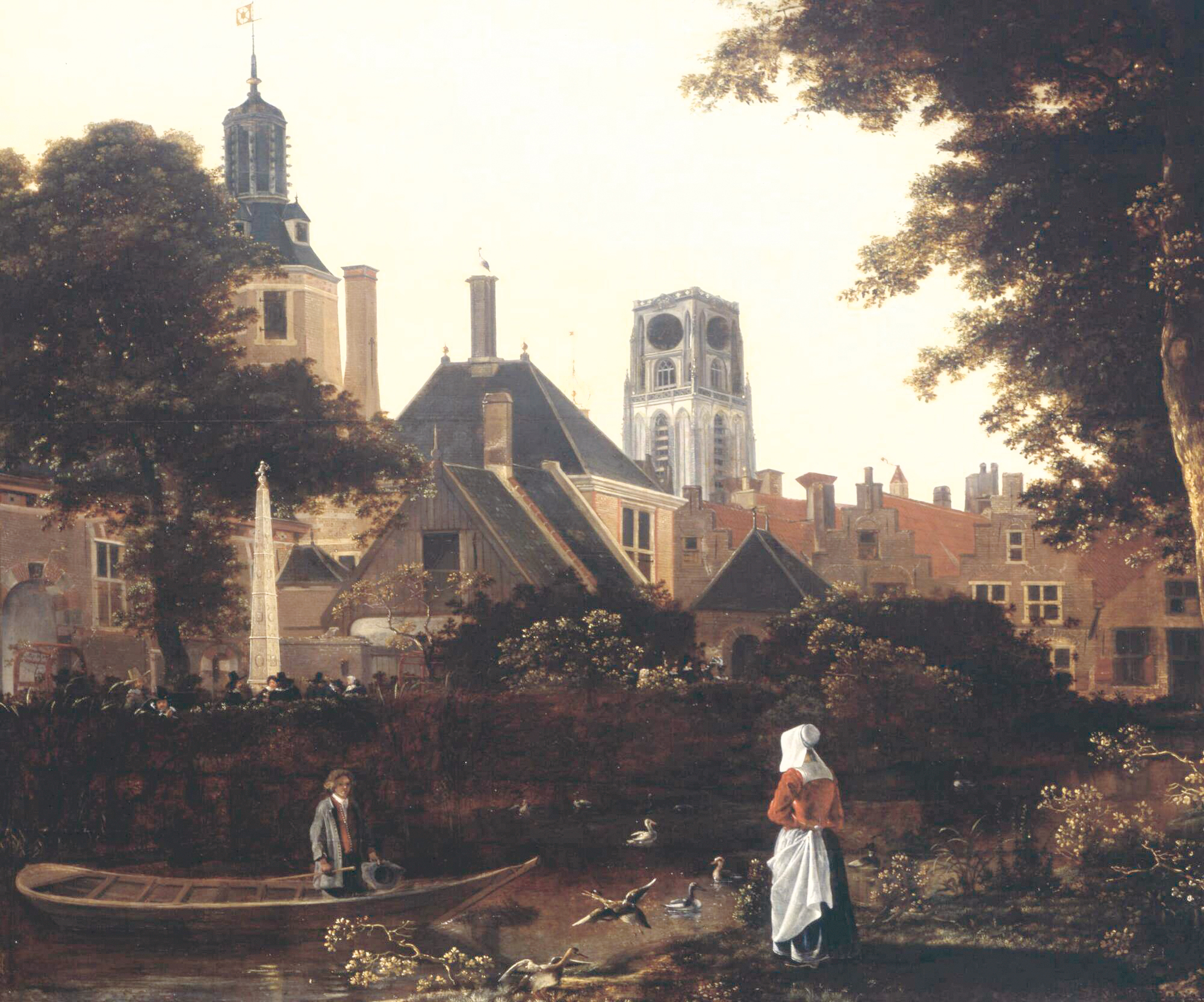
Stadsgezicht met op de achtergrond de toren van de Laurenskerk (ca. 1660)

Desondanks breidde de stad zich niet uit buiten zijn wallen en singels. De min of meer driehoekige ruimte tussen Coolsingel, Goudsesingel en de Nieuwe Maas bedroeg niet meer dan 140 hectare, dus de stad raakte overbevolkt. Pas na 1825 zou zij zich buiten deze enge grenzen gaan uitbreiden.

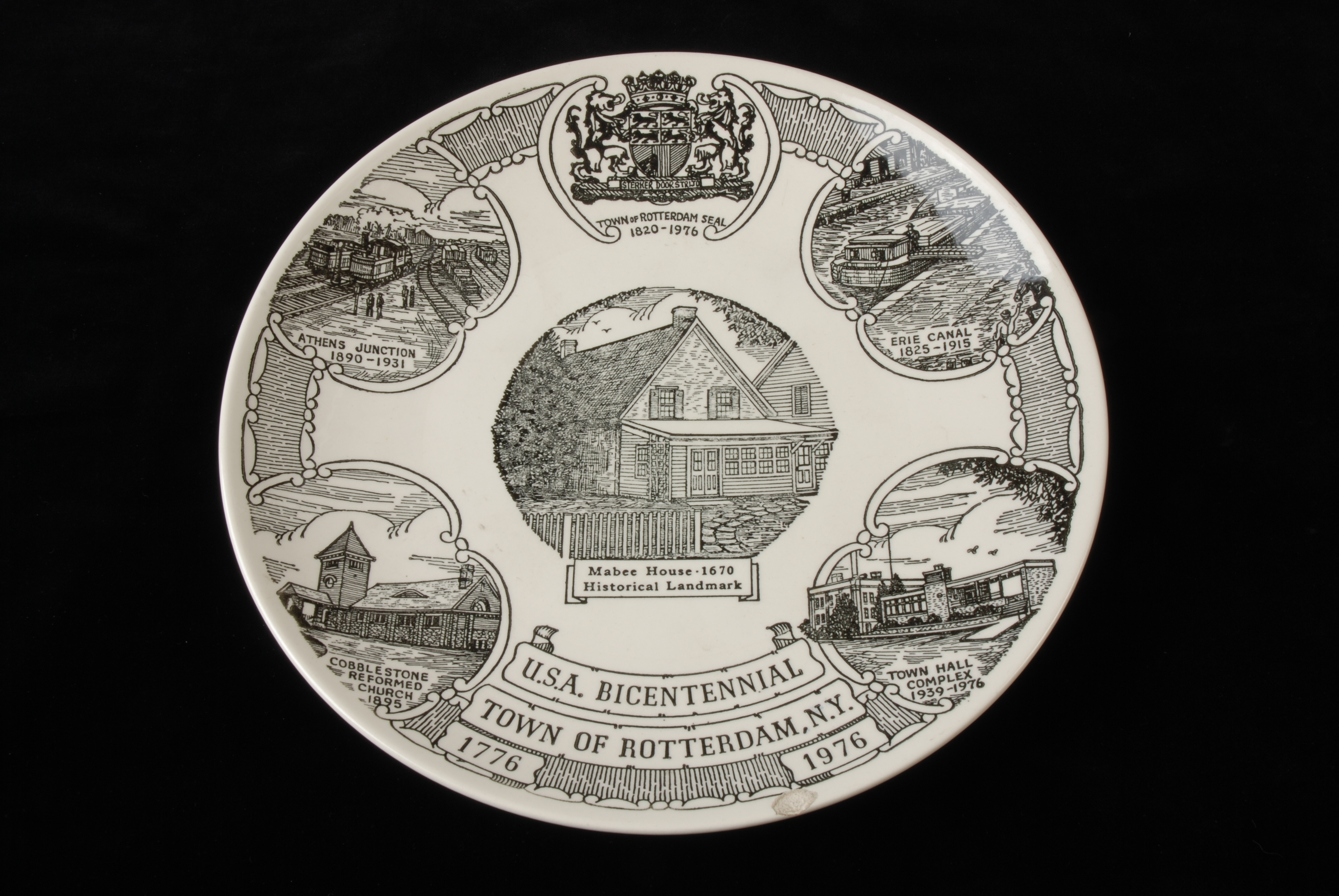
Witte schotel U.S.A. BICENTENNIAL TOWN OF ROTTERDAM, N.Y. 1776-1976 met in zwart wapen en stadsgezichten

In 1661 stichtten landverhuizers onder leiding van Arant Van Curler, die vanuit Rotterdam vertrokken waren, de stad Rotterdam in Schenectady County in de staat New York in de Verenigde Staten van Amerika. In 1942 nam zij het wapen over van het oorspronkelijke Rotterdam, samen met het motto 'Sterker door strijd'.
Van de 17e tot de 19e eeuw voeren vele Nederlandse schepen met slaven van Afrika naar Suriname en de Nederlandse Antillen, waar deze werden geruild voor goederen die onder meer naar Rotterdam werden verscheept. In deze trans-Atlantische slavenhandel speelde onder andere de Rotterdamse firma Coopstad en Rochussen, na de Middelburgsche Commercie Compagnie de grootste slavenhandelsmaatschappij van Nederland, een rol.

### Periode 1800-1940
In de 19e eeuw werd de positie van Rotterdam als internationale haven bedreigd door de verzanding van de voornaamste verbindingen met zee, eerst het Scheur en daarna de Brielse Maas. Om dit probleem het hoofd te bieden werd tussen 1827 en 1830 onder koning Willem I (waarschijnlijk aanvankelijk "om met deze verbinding tusschen de marinewerf te Rotterdam en de oorlogshaven Hellevoetsluis de belangen van de oorlogsvloot te dienen") door het eiland Voorne het Voornse kanaal gegraven, tussen Rotterdam en Hellevoetsluis. Naarmate de grootte der zeeschepen in de 19e eeuw meer en meer toenam, bleek dit kanaal evenwel niet aan de behoeften te voldoen. Ingenieur Pieter Caland ontwierp een ambitieus plan voor een nieuwe verbinding met de Noordzee. In 1866 werd begonnen met de uitvoering hiervan. Tussen 1866 en 1872 werd de Nieuwe Waterweg gegraven. Hierdoor ontstond samen met het Scheur en de Nieuwe Maas, een directe scheepvaartverbinding tussen Rotterdam en de Noordzee bij de Hoek van Holland. Na het openstellen van de Nieuwe Waterweg begon de onstuimige groei van Rotterdam. Er werden verschillende nieuwe havens aangelegd, waardoor de werkgelegenheid enorm toenam. Dit trok arbeiders uit alle windstreken aan.

#### Stadsgroei 1860-1914

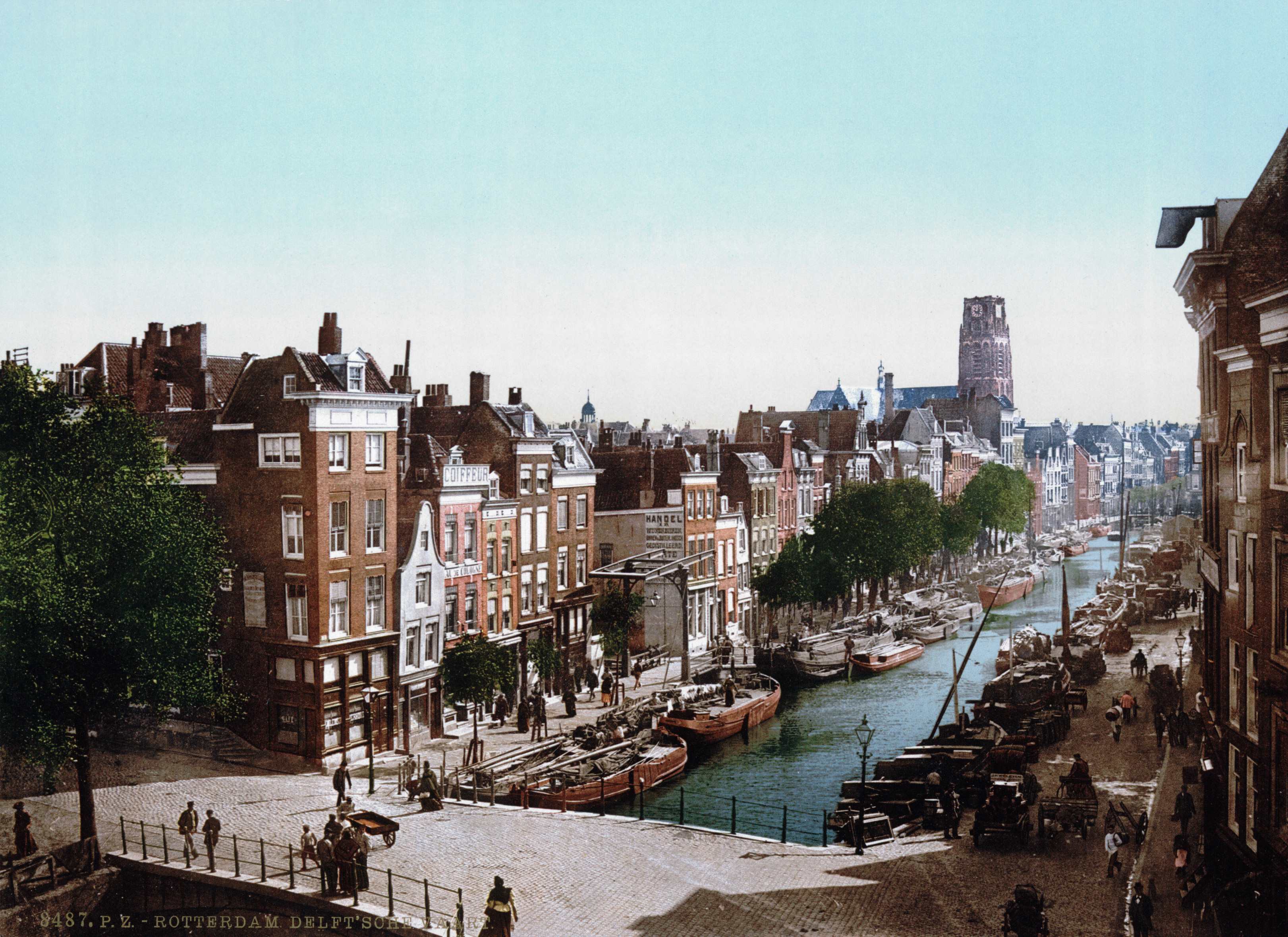
Delftsevaart met op de achtergrond de Laurenskerk (1890-1905)

De stad werd op twee manieren uitgebreid: door annexatie van een aantal omliggende gemeenten en door de bouw van veel nieuwe wijken. De eerste golf van annexaties vond plaats aan het einde van de negentiende eeuw met Delfshaven (1886), Kralingen, een deel van Overschie en Charlois in 1895.
De havens werden in hoog tempo uitgebreid, onder invloed van mensen als Lodewijk Pincoffs en G.J. de Jongh. Steeds meer havens werden aangelegd, zoals de Rijn-, de Maas-, en de Waalhaven. Aangetrokken door de werkgelegenheid die hieruit voortvloeide, verhuisden veel boeren, vooral uit Noord-Brabant, naar de stad. De heersende landbouwcrisis versterkte dit effect. Voor de nieuwkomers werden snel rijen goedkope woningen in elkaar gezet, vooral op zuid, op de linker-Maasoever, die daardoor al snel de boerenzij werd genoemd. Tussen 1880 en 1900 groeide de bevolking snel van 160.000 naar 315.000.
Het centrum van Rotterdam kreeg ondertussen steeds meer allure. De stadswallen waren al enige tijd daarvoor afgebroken, maar de vesten en singels, die eveneens deel uitmaakten van vroegere verdedigingswerken, lagen er nog. Deze werden rond deze tijd grotendeels gedempt om meer ruimte te maken, onder meer voor het sterk toegenomen verkeer. Ook de Binnenrotte wordt gedempt, voor de aanleg van het Luchtspoor. Havenbaronnen en gemeente investeerden in prestigieuze gebouwen. Zo werd in 1879 werd de luxe winkelgalerij De Passage geopend. En in 1908 opent het bijzondere Station Hofplein en Café Loos aan het drukke vooroorlogse Hofplein. Ook de stadsuitbreiding gaat door. Aan het einde van de 19e eeuw begon de bouw van het Oude Westen, het Oude Noorden en Crooswijk. Vanaf 1900 begint de bouw van Middelland en het Nieuwe Westen.

#### Spionage tijdens de Eerste Wereldoorlog
Gedurende de Eerste Wereldoorlog (1914-1918) was Rotterdam een spionnenstad vanwege de Nederlandse neutraliteit en de gunstige ligging tussen Engeland, Duitsland en bezet België. Al voor de oorlog begon hadden buitenlandse geheime diensten Rotterdam als basis gekozen. De Britse geheime dienst hield kantoor op de burelen van de Uranium Steamship Company aan de Boompjes. De Duitse geheime diensten werden geleid vanuit het Keizerlijke Duitse consulaat-generaal in het Witte Huis. Er waren heel wat Nederlanders actief op het gebied van (contra)spionage. De Nederlandse regering kon dan wel neutraal zijn, niet iedere burger trok zich daar iets van aan. Een gedoogbeleid, gecombineerd met de eerder genoemde gunstige ligging, maakten van Rotterdam het grootste spionnennest van de Eerste Wereldoorlog.

#### Stadsgroei 1914-1940
Vanaf ongeveer 1914 begon de verdere uitbreiding naar het westen, met achtereenvolgens Spangen, het Witte Dorp en Oud-Mathenesse. Ook wordt in 1914 Hoek van Holland ingelijfd. In 1920 zou de bevolking zelfs al iets boven de 500.000 inwoners bedragen. In 1933 worden Pernis en Hoogvliet geannexeerd, in 1934 volgt de gemeente Hoogvliet.
Ook de vernieuwing van het centrum gaat door. Tussen 1913 en 1921 wordt de Coolvest gedempt en de Zandstraatbuurt gesloopt. Hier wordt de ruime Coolsingel-boulevard gerealiseerd. Met een nieuw stadhuis en een monumentaal hoofdpostkantoor. In 1930 opent het zeer moderne Bijenkorf-gebouw van de architect Dudok. En tussen 1936 en 1940 wordt het modernistische nieuwe Beurs gebouw gerealiseerd.

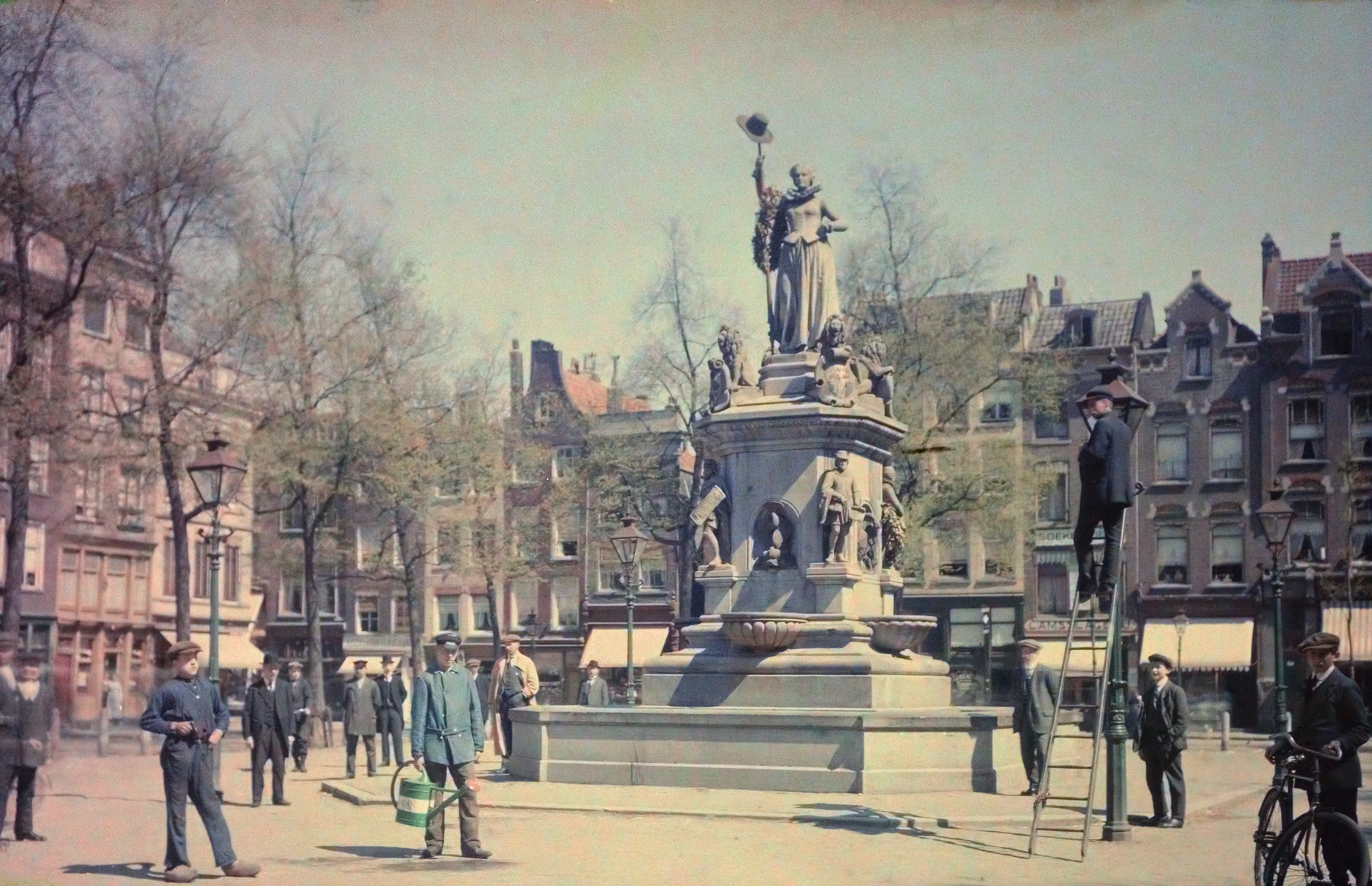
Nieuwe Markt, 1915
- Luchtopnames uit 1927 van de Rotterdamse buitenwijken en havens.
- Tentoonstelling "Ontdek uw stad" uit 1937, met bouwplannen van Rotterdam.

### Tweede Wereldoorlog 1940-1945

Centrum van Rotterdam na het puinruimen

Alles veranderde op 14 mei 1940. Nederland was op dat moment al vijf dagen in oorlog. Reeds op de eerste dag landden er vele Duitse parachutisten en luchtlandingstroepen rond Rotterdam-Zuid. Ook het Noordereiland was bezet. Het Nederlandse garnizoen, aangevoerde infanterie en onderdelen van het Korps Mariniers hielden echter de Maasoever en Maasbruggen voortdurend onder schot, waardoor het de Duitsers niet lukte om het centrum te bereiken. Na enkele dagen hevige gevechten rond de brug stuurden de Duitsers in de ochtend van 14 mei een onderhandelaar. Er werd gedreigd met de vernietiging van de stad. De Duitsers bleken weinig geduld te hebben: om het verzet te breken besloten de nazi's hun dreigement uit te voeren.
Het bombardement op Rotterdam, dat vroeg in de middag plaatsvond, duurde slechts een kwartier, maar de vernietigende uitwerking, mede door de brand die ontstond, was gigantisch. Meer dan 24.000 woningen werden in de as gelegd. Ongeveer 800 mensen vonden de dood en 80.000 Rotterdammers werden dakloos. Toen de Duitsers nog diezelfde middag dreigden om op dezelfde manier ook Utrecht plat te gooien, was dit reden voor de Nederlandse opperbevelhebber Winkelman tot capitulatie.
In Rotterdam was vrijwel het gehele centrum, het hart van de stad, veranderd in een smeulende puinhoop. Tegelijk met de bezetting begon ook het puinruimen. De Schie, ter hoogte van de huidige Schiekade, de Blaak en de Kolk werden gedempt met het vele puin. Ook werd het puin gebruikt voor de aanleg van de eilandjes in het zuidoosten van de Kralingse Plas en voor de bouw van het talud van de huidige Willem Ruyslaan.
Omdat de Maasbruggen, bestaande uit de oude Willemsbrug en de daarnaast gelegen spoorbrug, niet vernield waren, bleven de weg- en spoorwegverbindingen tussen beide stadsdelen intact. Op 14 februari 1942 werd daarnaast de Maastunnel, waarvan de bouw was begonnen in 1937, geopend. Het was de eerste autotunnel van Nederland.
Tijdens de bezettingstijd volgde ook de laatste grote annexatieronde. In 1941 werden in één klap de gemeenten Hillegersberg, Schiebroek, het resterende deel van Overschie, Kralingseveer en IJsselmonde bij Rotterdam gevoegd.
Op 31 maart 1943 bombardeerden de geallieerden bij vergissing een deel van Delfshaven, waarbij nog eens 417 mensen stierven en 400 gewond raakten. Ook de Hongerwinter (1944-1945) kostte in Rotterdam vele levens.
De gevolgen van de Jodenvervolging in Rotterdam zijn door de gemeentelijke herindelingen, de bombardementen en de vele rondtrekkende vluchtelingen moeilijk cijfermatig in kaart te brengen. Geschat wordt dat van de meer dan 11.000 'volljuden' en 'halbjuden' die bij aanvang van de bezetting werden geteld er slechts 1.400 de vervolging en het overige oorlogsgeweld hebben overleefd. Tussen 30 juli 1942 en 22 april 1943 werden in acht transporten 6.790 mensen via Loods 24 gedeporteerd. In 1993 werd door burgemeester Bram Peper bij de herinneringsmuur aan de Stieltjesstraat hiervoor een plaquette onthuld en in 2013 werd het Joods Kindermonument onthuld.
Op 10 en 11 november 1944 werd een grote razzia gehouden, waarbij circa 50.000 mannen tussen 17 en 40 werden weggevoerd. Op de avond voor de razzia werd Rotterdam omsingeld door 8000 Duitse soldaten en werden alle belangrijke bruggen en pleinen bezet en het telefoonverkeer afgesloten. Een belangrijke verzamelplaats was De Kuip. De razzia werd systematisch uitgevoerd, waardoor ontsnappen nauwelijks mogelijk was. Van de opgepakte Rotterdamse en Schiedamse mannen vertrokken er circa 20.000 te voet richting Utrecht, 20.000 werden met rijnaken afgevoerd en 10.000 per trein. Van hen werden circa 10.000 man tewerkgesteld in het oosten van Nederland, de rest ging naar arbeitslagers in Duitsland.

### Na de Tweede Wereldoorlog
Na de oorlog begon de wederopbouw langs de lijnen van het Basisplan voor de Wederopbouw van Rotterdam. In een drang naar vernieuwing en modernisering werden veel beschadigde gebouwen niet hersteld, maar gesloopt, zoals het gebouw van de Bijenkorf van Willem Dudok.
In de jaren vijftig was de wederopbouw in volle gang. Rotterdam kreeg het imago van 'werkstad' en ontwikkelde zich tot een toonbeeld van moderniteit. In 1953 vond de opening van de Lijnbaan plaats, de eerste autovrije winkelstraat in Europa. Het vooruitstrevende ontwerp trok internationaal veel aandacht. Het nieuwe Centraal Station kwam in 1957 gereed, met ernaast het op dat ogenblik hypermoderne Groothandelsgebouw uit 1953.
Ter leniging van de woningnood stampte de gemeente in hoog tempo enkele nieuwe wijken met veel flats uit de grond, zoals Pendrecht, Zuidwijk, Lombardijen, Ommoord en Zevenkamp.

Nadat de oorlogsschade aan de havens is hersteld, ontstaan snel plannen voor nieuwe havengebieden. Die worden vooral steeds dichter bij de zee aangelegd. Achtereenvolgens realiseerde men het Botlekgebied, Europoort en de Maasvlakte. Onder andere met enorme tankopslagcapaciteit voor ruwe olie. In Pernis, Rozenburg en verder westwaarts verrezen grote raffinaderijen. De havenactiviteiten groeien zo snel dat de Rotterdamse haven in 1962 de grootste haven van de wereld werd. 

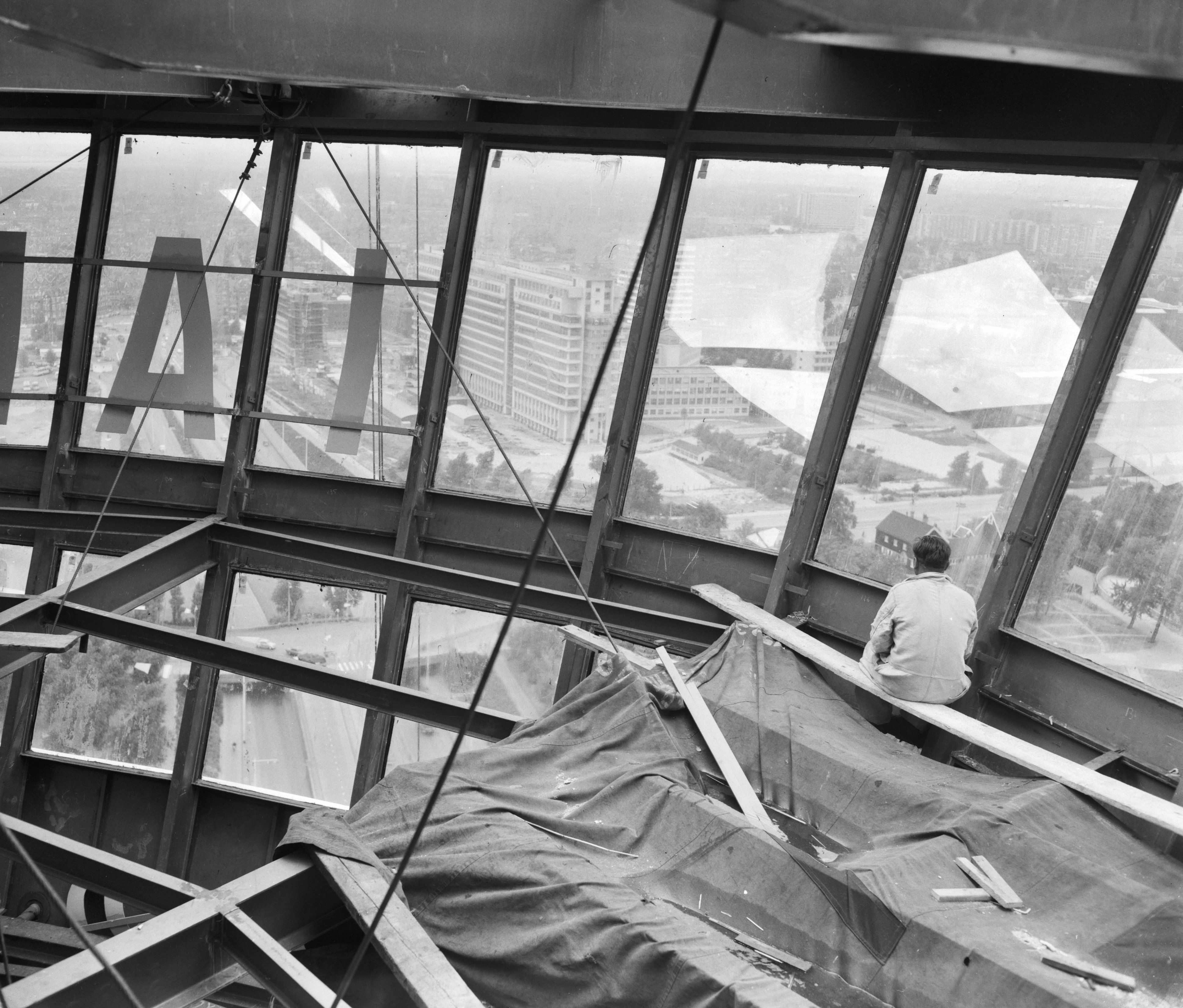
De bouw van de Euromast, symbool van de Rotterdamse wederopbouw

In 1960 begon de aanleg van de Rotterdamse metro, die in 1968 geopend werd als eerste metro in Nederland. Hiermee werden de wijken 'op zuid' verbonden met het centrum. Ter gelegenheid van de Floriade richtte men in 1960 de Euromast op. Samen met het beroemde beeld 'De verwoeste stad' van Ossip Zadkine werd de Euromast een symbool van het naoorlogse Rotterdam. In 1970 werd de Euromast verhoogd door de toevoeging van een Space Tower, waarmee de totale hoogte op 185 meter kwam. In 1970 vond ook de opening van de nieuwe Ahoy-hallen plaats, naast winkelcentrum Zuidplein.
Mede door nieuwe bebouwing op het Weena kreeg Rotterdam in de jaren negentig een skyline met diverse wolkenkrabbers. Het in 1991 geopende gebouw Delftse Poort werd met 151 meter de hoogste wolkenkrabber van Nederland. In 1993 verdween door de opening van de Willemsspoortunnel het Luchtspoor uit het centrum van Rotterdam. Met de voltooiing van de Erasmusbrug in 1996 kreeg Rotterdam een nieuw symbool.
Ook de haven blijft doorgroeien, met de opening van de Tweede Maasvlakte in 2013. Nieuwbouw in de stad gaat ook door. Zo opent in 2021 Depot Boijmans Van Beuningen, het eerste voor het publiek toegankelijke kunstdepot ter wereld. En in 2022 opent de Zalmhaventoren, met 215 meter nu de hoogste wolkenkrabber van Nederland. Tot 2050 is het plan om 48 nieuwe wolkenkrabbers te bouwen.

## Geografie

### Topografie

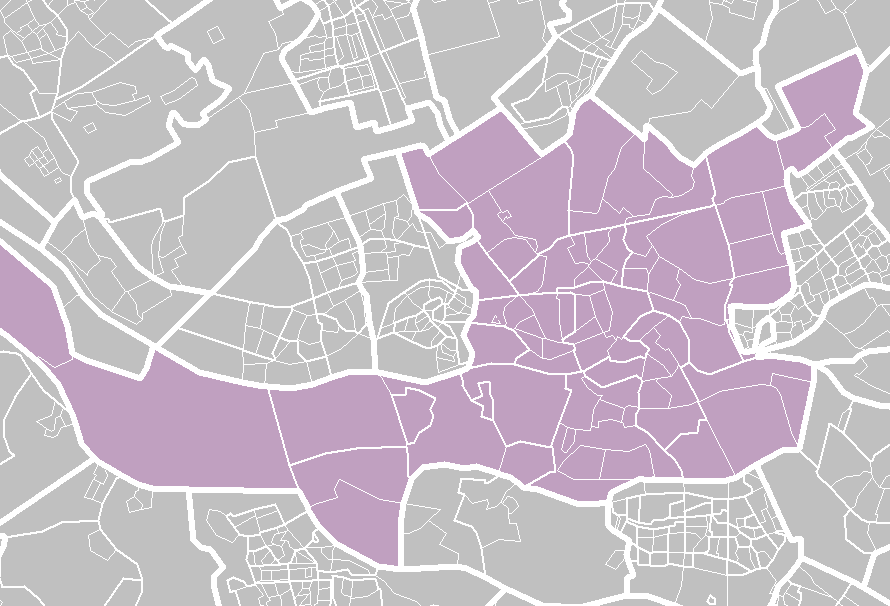
Wijken en buurten

Topografisch kaartbeeld van de Gemeente Rotterdam, per september 2018 (terrein op basis van luchtfoto medio 2015; gebouwen en wegen november 2016).
Rotterdam ligt centraal in de Stadsregio Rotterdam en grenst met de klok mee aan de gemeenten Westland, Maassluis, Vlaardingen, Schiedam, Midden-Delfland, Delft, Pijnacker-Nootdorp, Lansingerland, Zuidplas, Capelle aan den IJssel, Krimpen aan den IJssel, Ridderkerk, Barendrecht, Albrandswaard, Nissewaard en Voorne aan Zee.
Grote plaatsen in de directe omgeving zijn Dordrecht, Delft, Zoetermeer en Spijkenisse. Het metropolitane gebied telt zo'n 1,6 miljoen inwoners.

### Klimaat
Zoals heel het vasteland van Nederland, heeft ook Rotterdam een gematigd zeeklimaat met koele zomers en zachte winters. In de zomer liggen de gemiddelde temperaturen veelal onder de 20 graden, terwijl de gemiddelde temperatuur 's winters niet vaak onder het vriespunt zal duiken. De nabijgelegen Noordzee tempert de temperatuur, waardoor er zelden extremen voorkomen. Wel zorgt de Noordzee voor een vochtig klimaat. Neerslag valt er in elk jaargetijde, maar het voorjaar is duidelijk droger dan het najaar.
| Maand                       | jan   | feb   | mrt   | apr  | mei  | jun  | jul  | aug  | sep  | okt  | nov  | dec   | Jaar  |
| --------------------------- | ----- | ----- | ----- | ---- | ---- | ---- | ---- | ---- | ---- | ---- | ---- | ----- | ----- |
| Hoogste maximum (°C)        | 14,6  | 18,7  | 23,8  | 27,5 | 31,3 | 33,0 | 37,2 | 34,9 | 32,2 | 26,0 | 19,3 | 15,1  | 37,2  |
| Gemiddeld maximum (°C)      | 6,4   | 7,1   | 10,3  | 14,3 | 17,9 | 20,6 | 22,7 | 22,6 | 19,3 | 14,9 | 10,2 | 7,0   | 14,5  |
| Gemiddelde temperatuur (°C) | 4,0   | 4,3   | 6,7   | 9,7  | 13,2 | 16,0 | 18,2 | 18,0 | 15,1 | 11,4 | 7,5  | 4,7   | 10,8  |
| Gemiddeld minimum (°C)      | 1,3   | 1,1   | 2,7   | 4,8  | 8,1  | 11,0 | 13,4 | 13,2 | 10,7 | 7,6  | 4,4  | 1,9   | 6,7   |
| Laagste minimum (°C)        | −17,1 | −16,5 | −13,4 | −6,0 | −1,4 | 0,5  | 3,6  | 4,6  | 0,4  | −5,1 | −9,0 | −13,3 | −17,1 |
|                             |       |       |       |      |      |      |      |      |      |      |      |       |       |
| Neerslag (mm)               | 69,1  | 57,9  | 64,9  | 42,6 | 58,3 | 65,2 | 74,0 | 81,0 | 87,1 | 90,1 | 87,1 | 78,3  | 855,6 |
| Bron: KNMI                  |       |       |       |      |      |      |      |      |      |      |      |       |       |

### Maasstad
Rotterdam wordt vaak aangeduid als Maasstad, en in de stad treft men vele verwijzingen naar de rivier de Maas (Maasboulevard, Maasgebouw, Maasbrug, Maastunnel, Maastoren). Dit zijn historische verwijzingen, want de Maas die bij Maastricht stroomt, stroomt niet meer door Rotterdam.
Tot ongeveer 1870 stroomde de Maas via wat nu de Afgedamde Maas is naar de Waal bij Woudrichem, om zo samen de Merwede te vormen. De Merwede stroomde via de Beneden-Merwede naar Dordrecht en splitste zich daar in Oude Maas en Noord, deze laatste wordt later samen met de Lek de Nieuwe Maas. Ten westen van Rotterdam kwamen (en komen) Oude en Nieuwe Maas samen om zo via een dubbele monding rondom het eiland Rozenburg als Scheur en Brielse Maas in de Noordzee te komen. Het water dat toen door het centrum van Rotterdam stroomde, bevatte meer dan de helft van het totale Maaswater en op basis daarvan kan Rotterdam zich best Maasstad noemen.

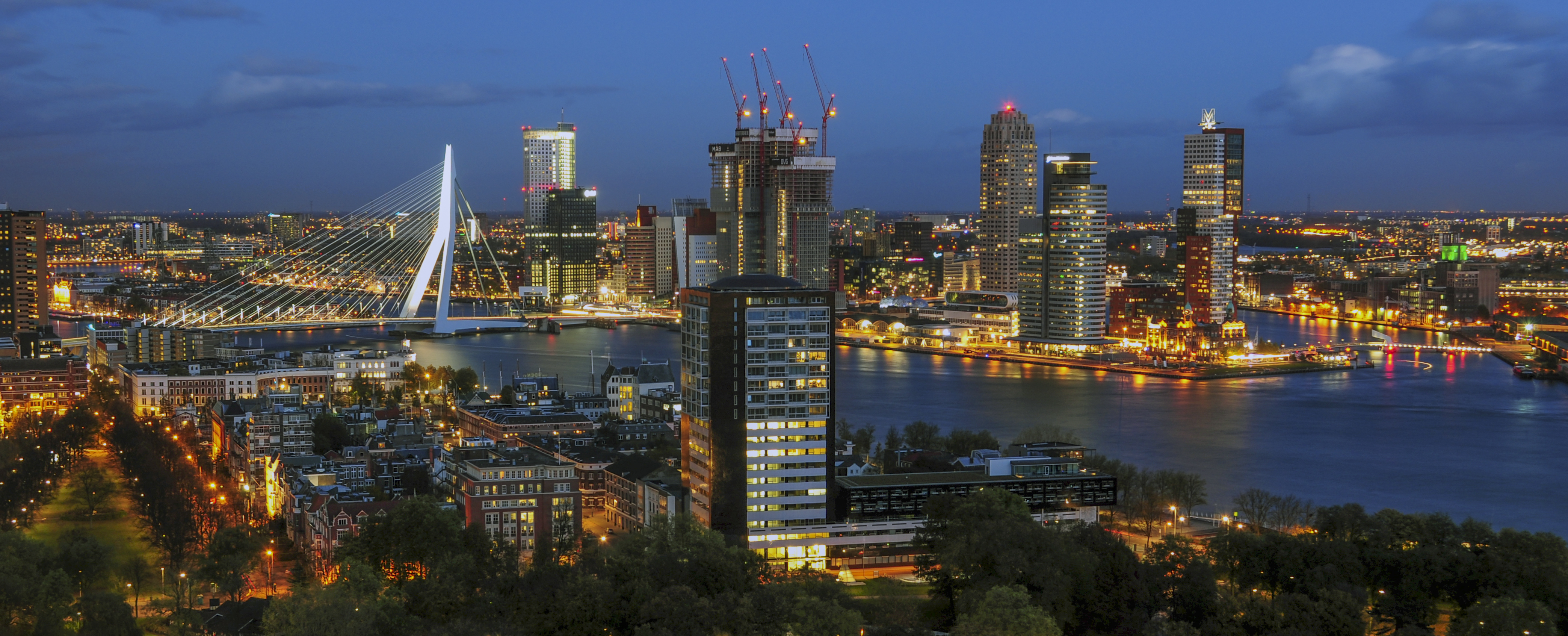
De skyline van Rotterdam, uitkijkend vanaf de Euromast over de Maas

In de periode 1861-1874 werd de Nieuwe Merwede gegraven voor een betere afvoer van de Waal, en daarmee ging het merendeel van het water van de Merwede, en dus van de Maas, niet meer via Dordrecht en Rotterdam naar zee, maar via het Haringvliet. De Nieuwe Maas werd hierdoor voornamelijk afvoer van de Lek.
Uiteindelijk werd in verband met regelmatige overstromingen in het Land van Heusden in 1904 de Bergsche Maas gegraven en de vroegere Maas tussen Heusden en Woudrichem afgedamd. Hierdoor kon in principe het Maaswater Rotterdam niet meer bereiken en wordt sindsdien de Nieuwe Maas alleen door Rijnwater gevoed, terwijl het Maaswater geheel via het Haringvliet naar zee gaat.

## Demografie

### Bevolkingsontwikkeling
Begin 2021 telde Rotterdam een kleine 600.000 inwoners. Begin jaren zestig van de vorige eeuw waren dat er nog ruim 730.000.

### Bevolkingsafkomst

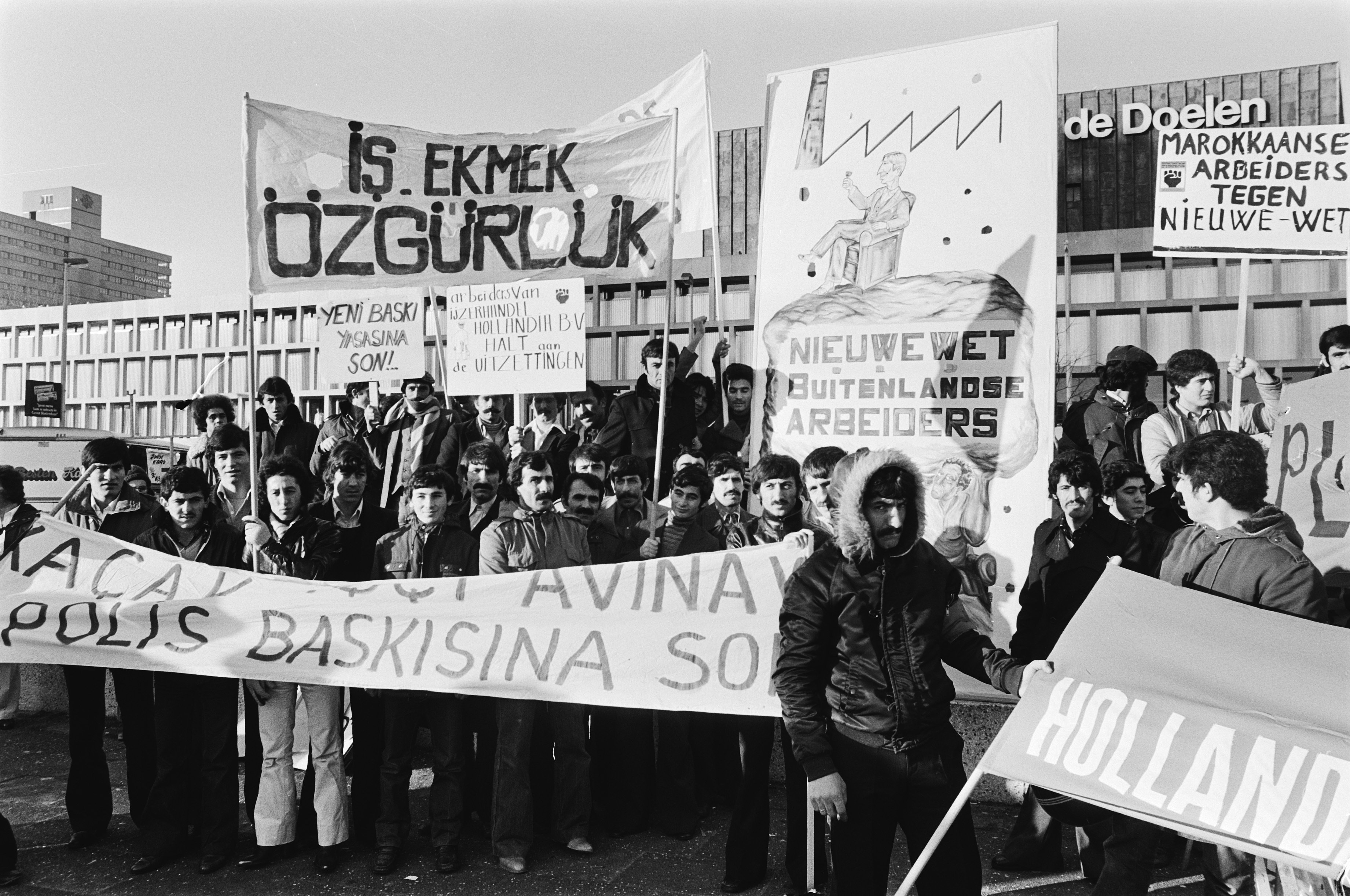
De groei van de Rotterdamse haven bracht veel buitenlandse arbeiders naar de stad

Na het openstellen van de Nieuwe Waterweg in 1875 begon de onstuimige, en diverse, groei van de haven en bevolking van Rotterdam: in 25 jaar tijd groeide de bevolking met circa 200.000 inwoners. De meeste "bootwerkers" kwamen uit Noord-Brabant, Zeeland en België om in de snel groeiende haven te werken.
In de jaren zestig en zeventig van de 20e eeuw kwamen veel immigranten (toen nog gastarbeiders genoemd) uit Italië, Spanje, Marokko, Turkije, Joegoslavië en Griekenland. Ook woont er een grote bevolkingsgroep van Chinezen, Antillianen, Surinamers, Curaçaoënaars en Kaapverdianen in de stad.

## Stadsbeeld

### Hoogbouw

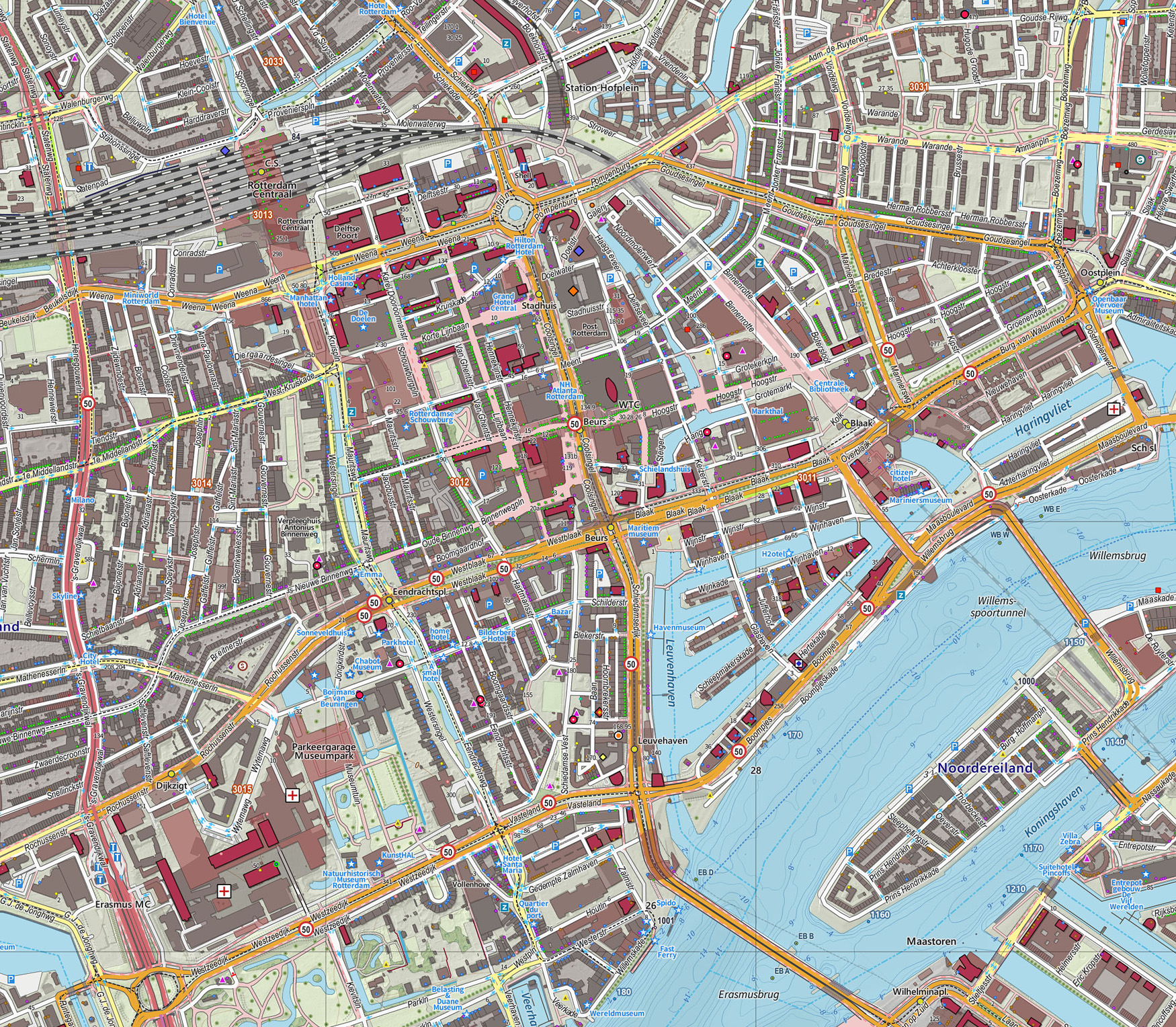
Centrumkaart van Rotterdam, met bezienswaardigheden. De rood gemarkeerde gebouwen geven hoogbouw aan.

Doordat het centrum van Rotterdam op enkele historische gebouwen na in de Tweede Wereldoorlog grotendeels is verwoest, was en is er veel ruimte voor nieuwbouw. Rotterdam is dan ook, in tegenstelling tot veel andere oude Nederlandse steden, een moderne stad. De stad profileert zich als internationale architectuurstad met veel wolkenkrabbers, ook wel aangeduid als Manhattan aan de Maas. Reeds in 1928 had men al een idee hoe hoogbouw in de toekomst er uit zou zie, zoals blijkt uit de voorkant van de krant Groot Rotterdam van 27 juli 1928 (6e jaarg. No. 19).
Nog steeds wordt er gebouwd in het gebied rond de Nieuwe Maas. Een voorbeeld hiervan is de Kop van Zuid inclusief de Wilhelminapier. Op deze plaats werden de hoogste wolkenkrabbers van Nederland gerealiseerd: kantoorgebouw De Rotterdam (149 meter), de woontoren New Orleans (160 meter) en het kantoorgebouw Maastoren (164 meter). In de toekomst moeten hier ook Havana (170 meter) en Philadelphia (70 meter) verrijzen. Vlak naast de New Orleans wordt er gebouwd aan twee 70 meter hoge woontorens: Boston en Seattle.
Ook in Rotterdam-Centrum zullen er volgens de plannen nieuwe wolkenkrabbers herrijzen. Van 2005-2014 is, nadat eerst het oude station gesloopt werd, een nieuw centraal station gebouwd. Het eerste deel, de reizigerspassage, werd in november 2012 in gebruik genomen. De rest van het station was begin 2014 klaar en werd op 13 maart van dat jaar officieel door de koning geopend.
In de omgeving van het nieuwe Rotterdam Centraal zijn meerdere complexen gepland. Hierin zullen zich naar verwachting torens bevinden waarvan de hoogte kan oplopen tot zo'n 180 meter. In het centrum van Rotterdam is naast De Bijenkorf aan het eind van de Koopgoot en de Lijnbaan de 70 meter hoge B’Tower. In het Baankwartier, achter de Schiedamsedijk, komen twee torens van 150 meter hoog, de Cooltoren en de Baantoren. Tussenin zijn plannen voor een woontoren van 70 meter.
Aan de rechter Maasoever, naast de Erasmusbrug, wordt gebouwd aan de Zalmhaventoren (220 meter), die in 2022 werd opgeleverd.

### Straten, pleinen, buurten en bouwwerken

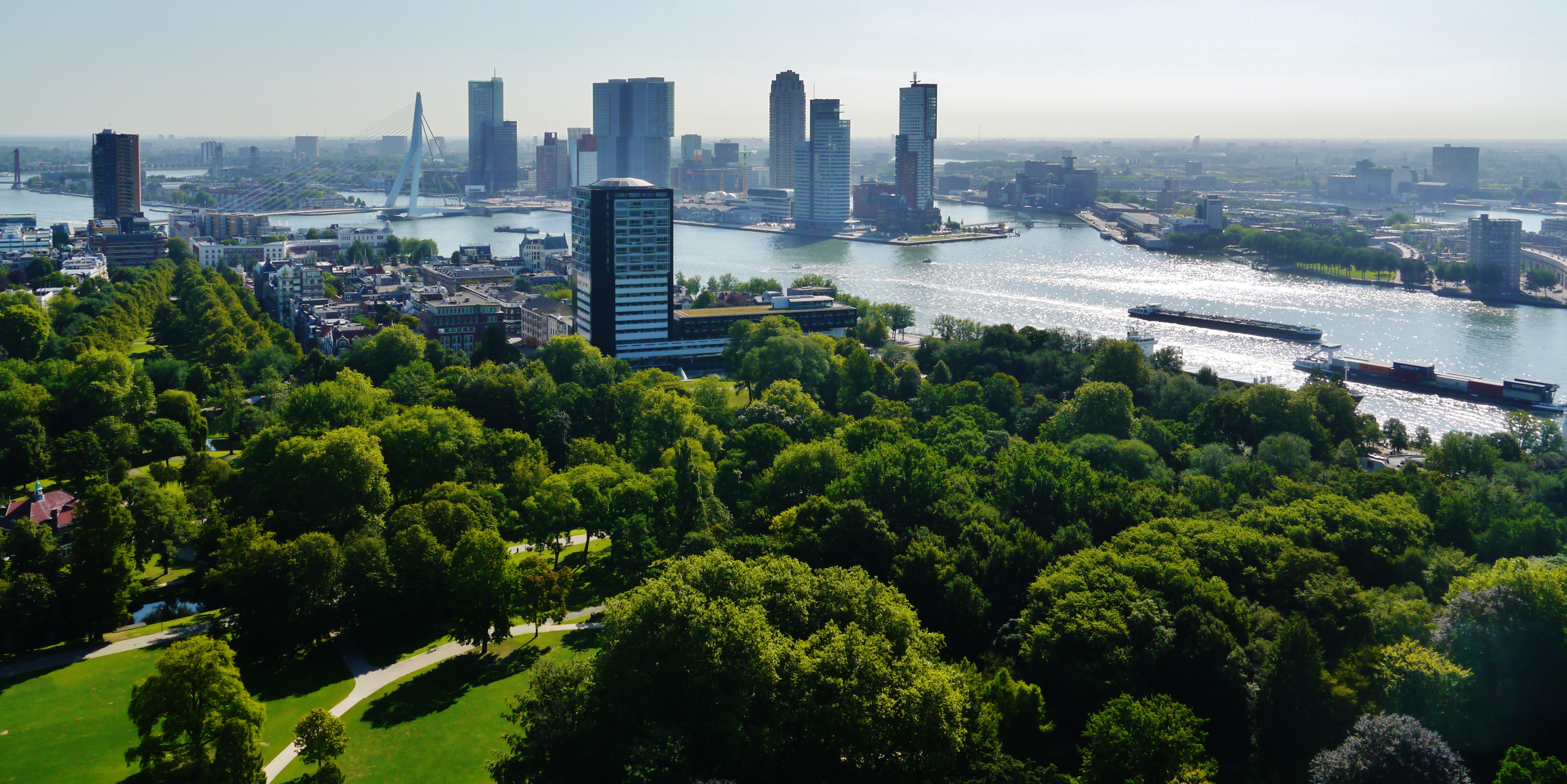
Wolkenkrabbers op de Kop van Zuid, gezien vanaf de Euromast

Door de grote schade die de stad in de Tweede Wereldoorlog heeft opgelopen, heeft Rotterdam in het centrum beperkt historische panden. (Vrijwel alle wijken en buurten om de stad heen hebben daarentegen een grote hoeveelheid historische panden) De stad heeft daarentegen meer recente als modern te typeren bezienswaardigheden. De volgende plaatsen en bouwwerken zijn bepalend voor het stadsbeeld van Rotterdam of op andere wijze belangrijk voor de stad.
Het beeld van het centrum van de stad wordt bepaald door een aantal grote straten en pleinen, met name de Coolsingel, het Hofplein, het Weena, het Schouwburgplein, winkelcentrum Lijnbaan, Meent, het Beursplein met de Koopgoot. In dit gebied bevinden zich onder andere het stadhuis en de beurs aan de Coolsingel en de Laurenskerk en de Markthal aan de Binnenrotte.

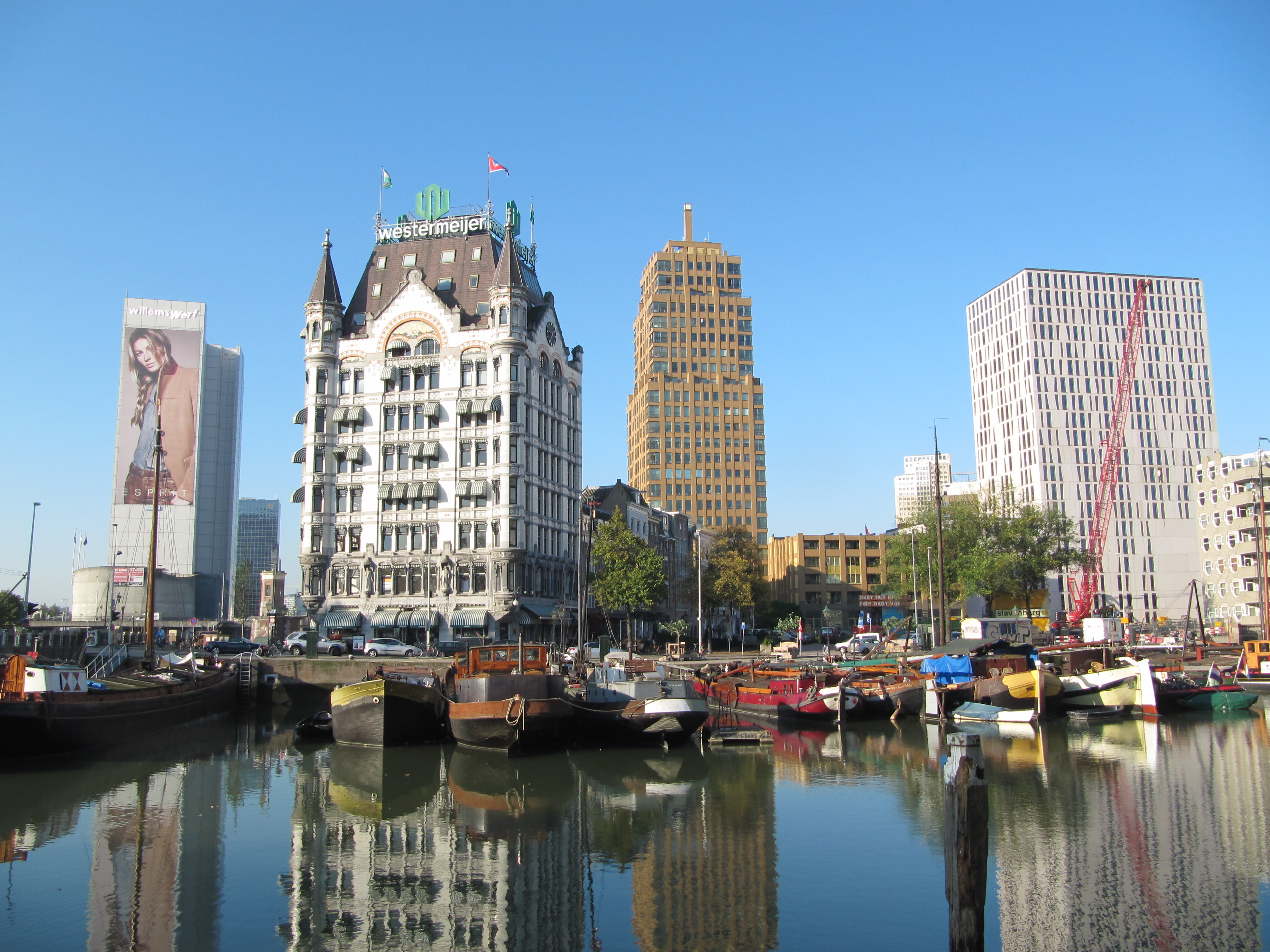
Het Witte Huis, bij opening het hoogste kantoorgebouw van Europa

Delfshaven is een van de overgebleven vooroorlogse pittoreske buurten met onder meer het Zakkendragershuisje, het geboortehuis van Piet Hein en museum De Dubbelde Palmboom. Uit de Oude of Pelgrimvaderskerk aan de haven van Delfshaven vertrokken de eerste kolonisten, via Engeland, naar het Noord-Amerikaanse continent. In Delfshaven bevindt zich ook de Westzeedijk.
Overige buurten/wijken zoals Cool, Het Scheepvaartkwartier, het Oude en Nieuwe Westen, Kralingen, Crooswijk, het Oude Noorden en Hillegersberg zijn nog grotendeels vooroorlogse wijken met veel vooroorlogse panden en bebouwing. Het Scheepvaartkwartier en Kralingen zijn hiervan de chicste wijken van de stad, met grote, rijk gedetailleerde historische panden of (kantoor)villa's.
Langs de oevers van de Nieuwe Maas bevinden zich de Maasboulevard, het Witte Huis en de Oude Binnenhaven.

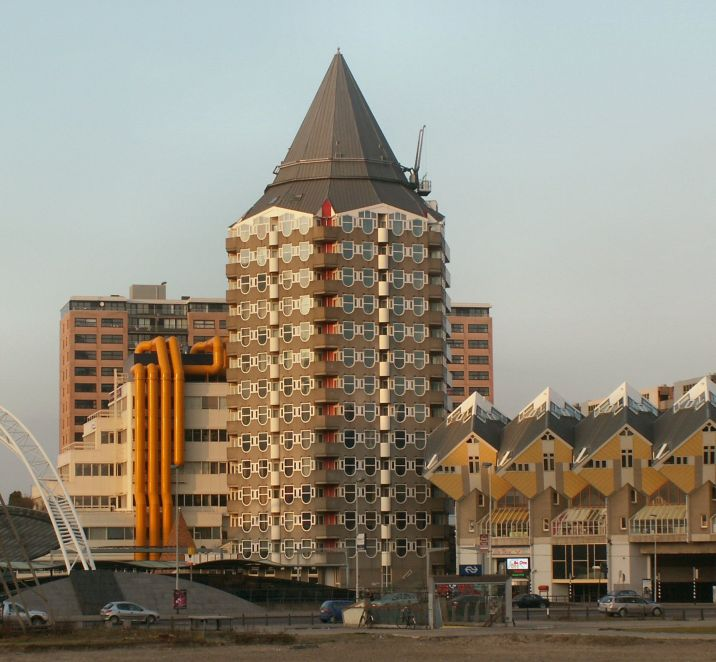
Vernieuwende architectuur (v.l.n.r.): De Bibliotheek (Stofzuiger), de Blaaktoren (Het Potlood) en de kubuswoningen (Het Blaakbos)

De Nieuwe Maas wordt overbrugd door enkele grote bruggen, waarvan de Erasmusbrug de bekendste is. Tevens is er een anderhalf kilometer lange tunnel, de Maastunnel, die beide oevers verbindt. Ook de Nieuwe Maas zelf is een belangrijke verkeersaders, voor vracht- en passagiersschepen. Toeristen maken graag gebruik van de Spido-havenrondvaartboten. Deze vertrekken vanaf het Willemsplein in het Scheepvaartkwartier naar allerlei bezienswaardigheden in het gehele havengebied.
Op Zuid, aan de andere zijde van de Nieuwe Maas, bevindt zich het voetbalstadion De Kuip. Begin jaren dertig besloot een groep zakenlieden dat Rotterdam een eigen stadion moest bezitten, als antwoord op het Olympisch Stadion in Amsterdam. Uiteindelijk werd voor een constructie gekozen waarbij de tweede ring met zitplaatsen aan een stalen constructie hing. Daarmee was het Stadion Feyenoord het eerste stadion in Europa dat deze nieuwe bouw toepaste. Als voorbeeld diende het stadion van de Amerikaanse honkbalclub New York Yankees.
Op Zuid liggen verder nog het Winkelcentrum Zuidplein, met OV-knooppunt, en de Oranjeboomstraat, een doorgaande verkeersroute van Station Rotterdam Zuid tot aan de Maasbruggen.
Bepaalde delen van Rotterdam zijn uitgeroepen tot beschermd stadsgezicht: Blijdorp / Bergpolder, Delfshaven (met uitbreiding), Heemraadssingel-Mathenesserlaan, Kralingen-Midden, het Scheepvaartkwartier, het Noordereiland, Tuindorp Vreewijk en Waterproject.
Rotterdammers hebben de gewoonte bepaalde gebouwen eigen namen te geven, bijv. Koopgoot voor de Beurstraverse, Het Blaakse bos voor de Kubuswoningen, De Banaan voor de opslagruimte van het Nederlands Architectuurinstituut, De fluitketel voor Station Blaak, De gasfabriek, De stofzuiger of De Waterval voor de Centrale Bibliotheek, De harp of De zwaan voor de Erasmusbrug, Het potlood voor de Blaaktoren, etc.

### Kunst in de openbare ruimte

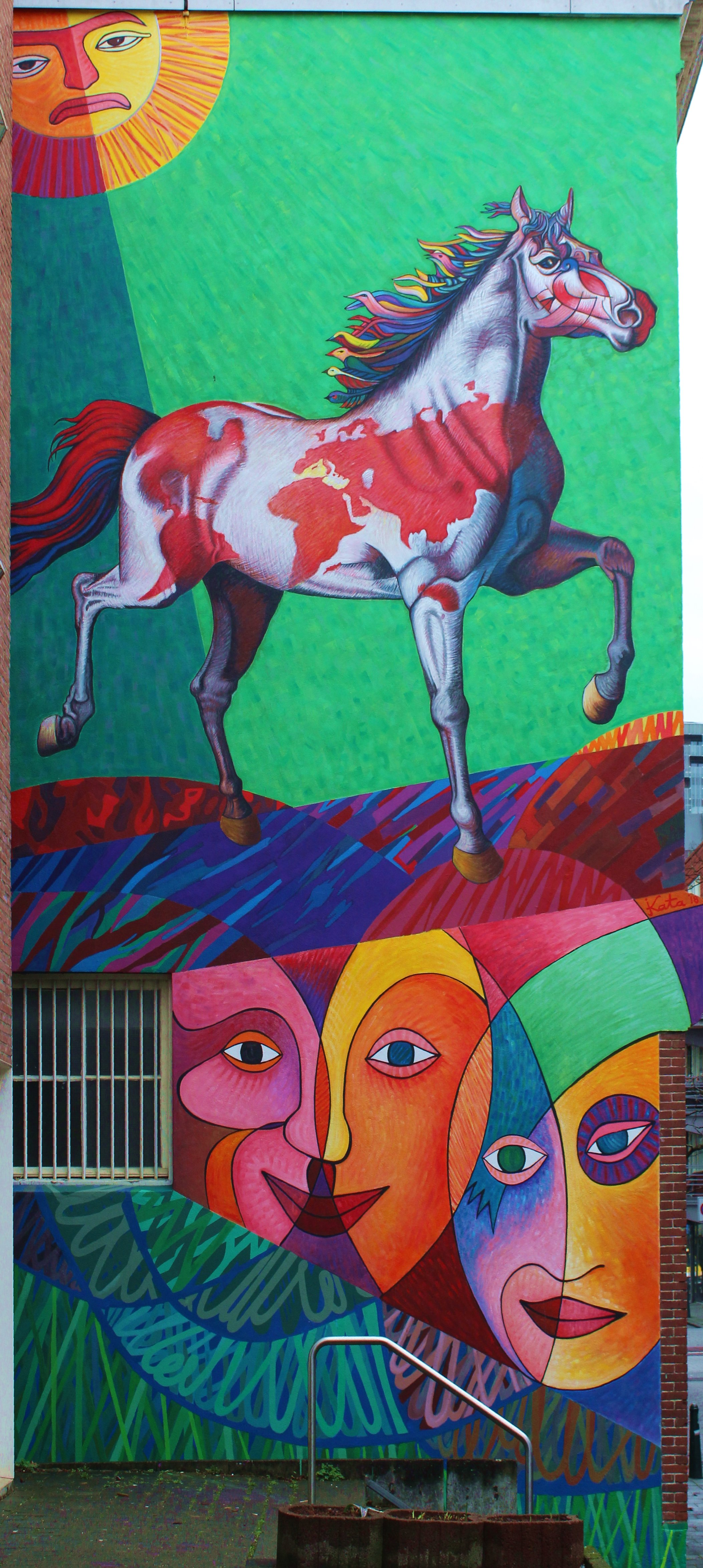
El trotamundos van Jorge Kata Núñez (maart 2019)

- Het beeld van Johan van Oldenbarnevelt voor het stadhuis.
- De beelden van Johan de Wit en Christiaan Huygens bij het gebouw van de voormalige Nationale Levensverzekering-Bank aan de Schiekade.
- Het beeld van Gerrit de Jongh, havenbouwer van Rotterdam (1845-1917), in het Museumpark.
- Het beeld van Erasmus, oftewel "Erasmus van Rotterdam", nabij de Laurenskerk, het oudste standbeeld van een seculier persoon in Nederland.
- Het beeld van Piet Hein in Delfshaven.
- Het beeld De verwoeste stad van Ossip Zadkine, ter herdenking van de bombardementen, een Rijksmonument op het Plein 1940, aan de Leuvehaven.
- Loods 24, Stieltjesstraat, Rotterdam-Zuid, een oude, ommuurde havenloods waar van 1942 tot en met 1945 meer dan 12.000 Joodse Rotterdammers werden samengebracht om via Kamp Westerbork naar Duitse concentratiekampen te worden gebracht. Sinds 2013 is dit verrijkt met het Joods Kindermonument (Rotterdam).
- De Directiekeet van architect J.J.P. Oud, vertegenwoordiger van De Stijl bij het Witte Dorp, een bekend voorbeeld van de sociale woningbouw uit 1922-'23.
- Een reconstructie in staal van de Delftsche Poort aan het Pompenburg.
- Mariniersmonument, Oostplein, ter herdenking van de gesneuvelde mariniers in de meidagen van 1940.
- Beeldenroute Westersingel, die loopt van de Kruiskade tot de Westzeedijk, staan 17 beelden die op drie na alle deel uitmaken van de Internationale Beelden Collectie (IBC) van Rotterdam.

Zoals vele steden heeft ook Rotterdam vele muurschilderingen, die op vele gebouwen zijn aangebracht. Enige bekende zijn:
- El trotamundos (De wereldreiziger) door de Chileense kunstenaar Jorge Kata Núñez op de Zwarte Paardenstraat.
- Madre Tierra door Timon de Laat op de Bergweg.
- Symmetric square door Astro op de Westkruiskade, die in 2017 werd benoemd tot 'Rotterdam Street Art Museum'.
- Zeus Faber (Zonnevis) door de Amsterdamse kunstenaar Amok Island in 2017 in samenwerking met Rotterdam en CBK Rotterdam op de Erasmusstraat.
- De mythe van Aphrodite, dat deel uitmaakt van de serie 'Modern Mythology series' door de Zuid-Afrikaanse streetart-kunstenaar Mr Copy op de hoek Dordtsestraatweg en Vinkenbaan.[18]

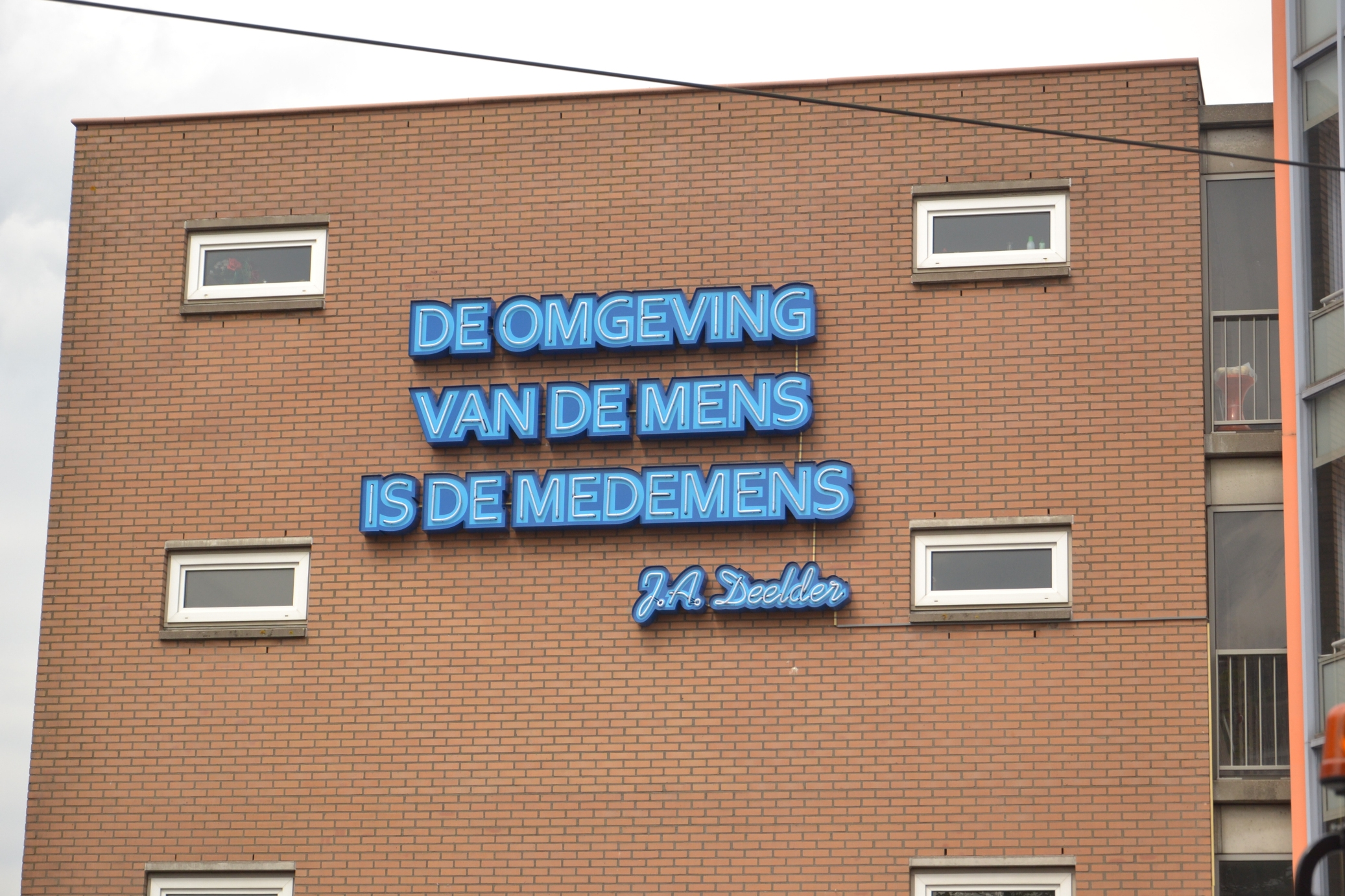
Jules Deelder op de Nieuwe Binnenweg

En ook zijn er veel muurteksten, zoals die van stadsdichter Jules Deelder, Ester Naomi Perquin op de Librijesteeg, Jacob Cats op de Jacob Catsstraat, Rien Vroegindeweij op de hoek Schietbaanlaan-Heemraadsingel, Cornelis Petrus Tiele op de C.P. Tielestraat, Godfried Bomans op de Hofbogen en Marja Boet op de hoek Karel Doormanstraat-Kruiskade.

### Groen in Rotterdam

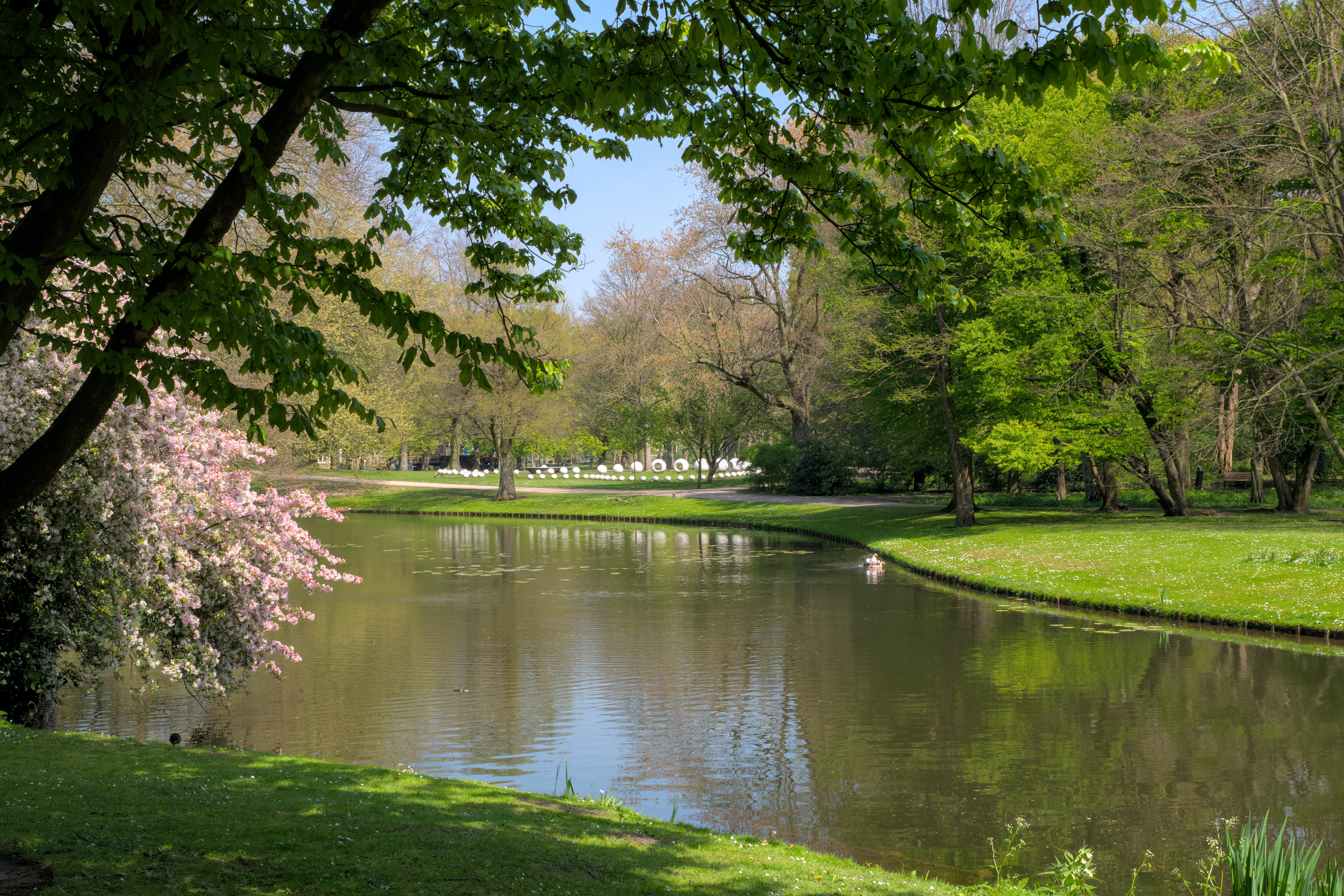
Het Park, Rotterdam, met op de achtergrond het interactieve kunstwerk De Verloren Parel van Madeleine Berkhemer

Een aantal bekende parken in Rotterdam zijn:
- Trompenburg Tuinen & Arboretum in Kralingen. De aanleg dateert van 1820, maar pas na de openstelling voor publiek in 1958, is het park, dat generaties lang beheerd werd door de familie (Van Hoey) Smith, breder in de belangstelling gekomen. Het park, ca. 8 hectaren groot, bevat circa 4.000 verschillende soorten bomen, struiken en vaste planten.
- Het Park (28,4 ha) aan de Maas ten zuiden van de Westzeedijk bij de Euromast. De oostelijke helft werd tussen 1852 en 1863 naar een ontwerp van de firma Jan David Zocher aangelegd. Het westelijk deel werd in 1866 met enige aanpassingen toegevoegd. Rijksmonument sinds 2011.
- Park Schoonoord (1,2 ha) ligt in het Scheepvaartkwartier en is in de huidige vorm in 1860 ontworpen door Jan David Zocher.
- Het Kralingse Bos (ca. 200 ha) met de Kralingse Plas (100 ha) ligt in de wijk Kralingen en is vanaf 1928 gebaseerd op een ontwerp van Marinus Jan Granpré Molière. In 1953 werd het Kralingse Bos eindelijk officieel geopend.
- Het Vroesenpark in Rotterdam-Noord werd vanaf 1929 aangelegd naar een plan van stadsarchitect W.G. Witteveen.
- Het Zuiderpark ligt in de deelgemeente Charlois. Het park werd vanaf 1952 aangelegd als gebruikspark en niet als sierpark.

Sinds 28 mei 1994 kent Rotterdam het fenomeen Opzoomeren, 15% van de Rotterdammers (zo’n 100.000 bewoners) zegt deel te nemen aan het opzoomeren. Eind 2020 telde de stad een recordaantal van 2.503 Opzoomerstraten, wat zich voornamelijk uit in de aanleg van geveltuinen. Er kwam in 1994 ook een Stichting Opzoomer Mee Rotterdam, die tot taak heeft het opzoomeren in Rotterdam levend te houden, het belang ervan in stad en land uit de dragen en straten en hun initiatieven te ondersteunen.

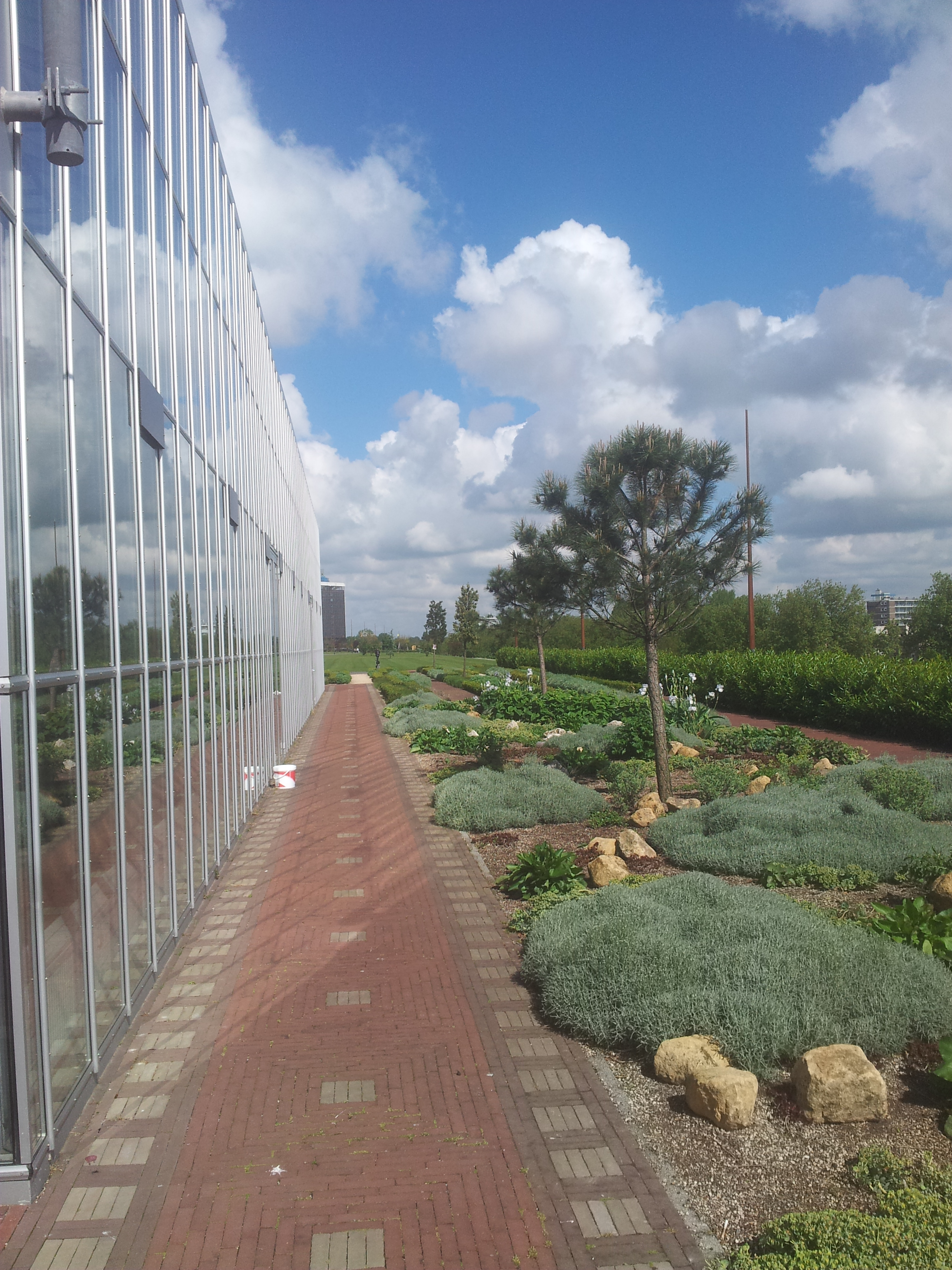
Dakpark Rotterdam

Gemeente Rotterdam stimuleert de aanleg van groene daken. Zo is er een aantrekkelijke subsidie voor dakeigenaren en heeft de stad inmiddels een aantal gemeentelijke gebouwen voorzien van een groen dak. Per 1 januari 2020 is de eis van het waterbergend vermogen verhoogd naar 30 liter waterbergend vermogen per vierkante meter. Hierdoor wordt het rioolsysteem bij hevige regenval minder belast en is de kans op wateroverlast op straat kleiner.
- Het grootste groene dak van de stad ligt bovenop het Groothandelsgebouw naast het Centraal Station.
- De Dakakker is de grootste dakboerderij van Europa bovenop het Schieblok.
- Het Dakpark is een langgerekt, smal park in de wijk Bospolder/Tussendijken in Rotterdam-West. Het is op ongeveer negen meter hoogte aangelegd, is ongeveer 85 meter breed en strekt zich over ongeveer een kilometer uit van het Hudsonplein tot vlak bij het Marconiplein.[23]
- De gemeente Rotterdam gaat het platte dak van congres- en concertgebouw De Doelen voorzien van groen en waterberging. Het ontwerp voor het dak is gemaakt door Kraaijvanger Architects.[24]

### Brandgrens van Rotterdam

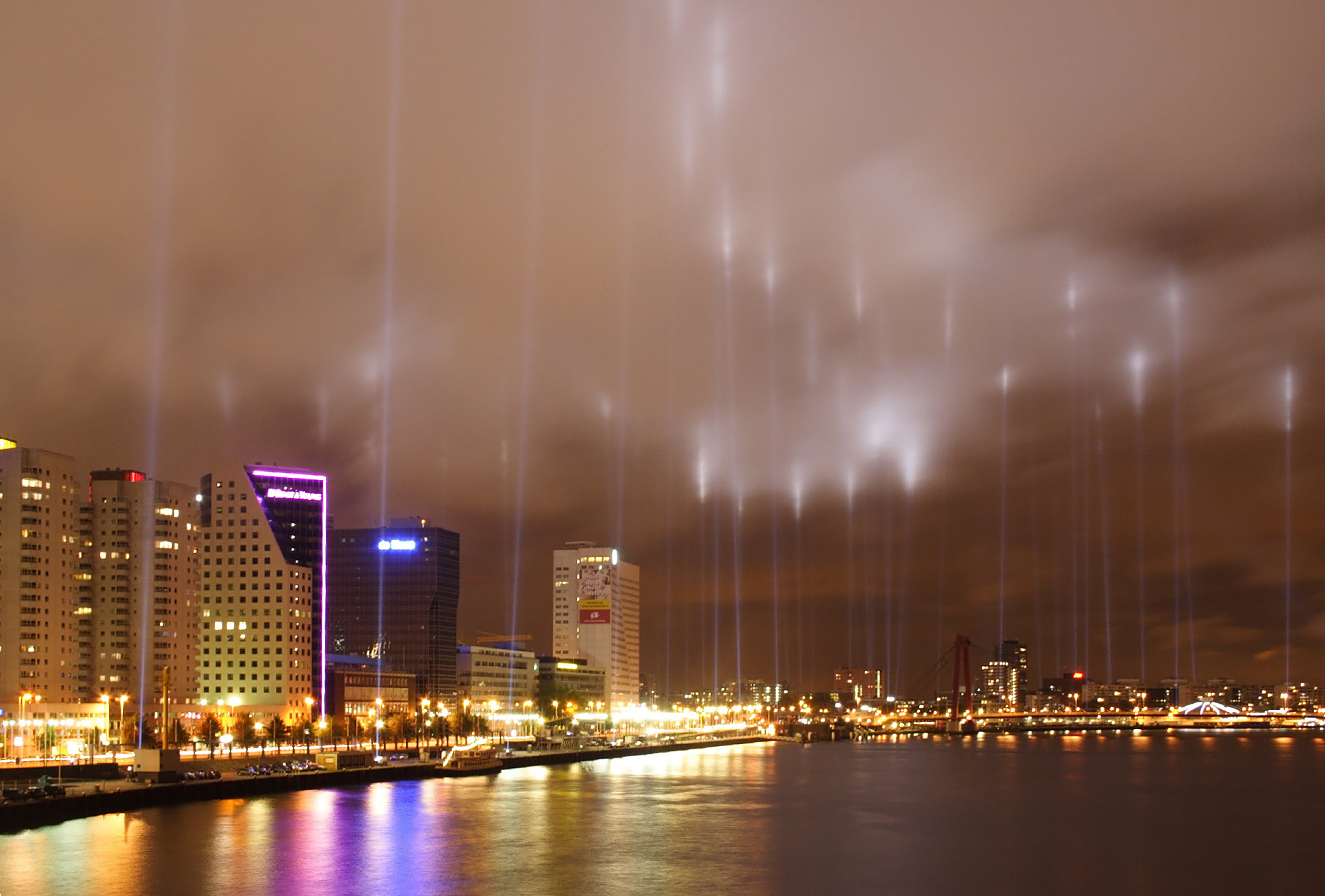
Rotterdam licht op tijdens het Brandgrensproject

De omtrek van het door de Duitse aanval en de daaropvolgende branden verwoeste gebied, staat in Rotterdam bekend als de brandgrens. Rotterdam heeft na de oorlog gekozen voor vernieuwing van de binnenstad in plaats van herbouw. Lange tijd werd in Rotterdam de wederopbouw gevierd op 18 mei, de dag waarop de stadsarchitect opdracht kreeg een ontwerp voor de wederopbouw te maken.
Het oude centrum is verdwenen en anders dan in de meeste steden is de band met het verleden nauwelijks zichtbaar in de bebouwde omgeving. Het gemeentebestuur besloot in 2006 dat de brandgrens blijvend zou worden gemarkeerd met behulp van fraai vormgegeven lampjes in het plaveisel: de brandgrens als plaats van herinnering. Voor de markering werd een prijsvraag uitgeschreven. In mei 2009 is het eerste deel van de markering opgeleverd. In mei 2010 was het ruim 12 km lange lint voltooid.
In 2007 en 2008 werd de brandgrens incidenteel verlicht met reusachtige schijnwerpers. Meer dan honderd lampen schenen omhoog en gaven de skyline van Rotterdam een extra dimensie. Het exacte tracé van de brandgrens is in kaart gebracht door ir. Koos Hage.

## Politiek

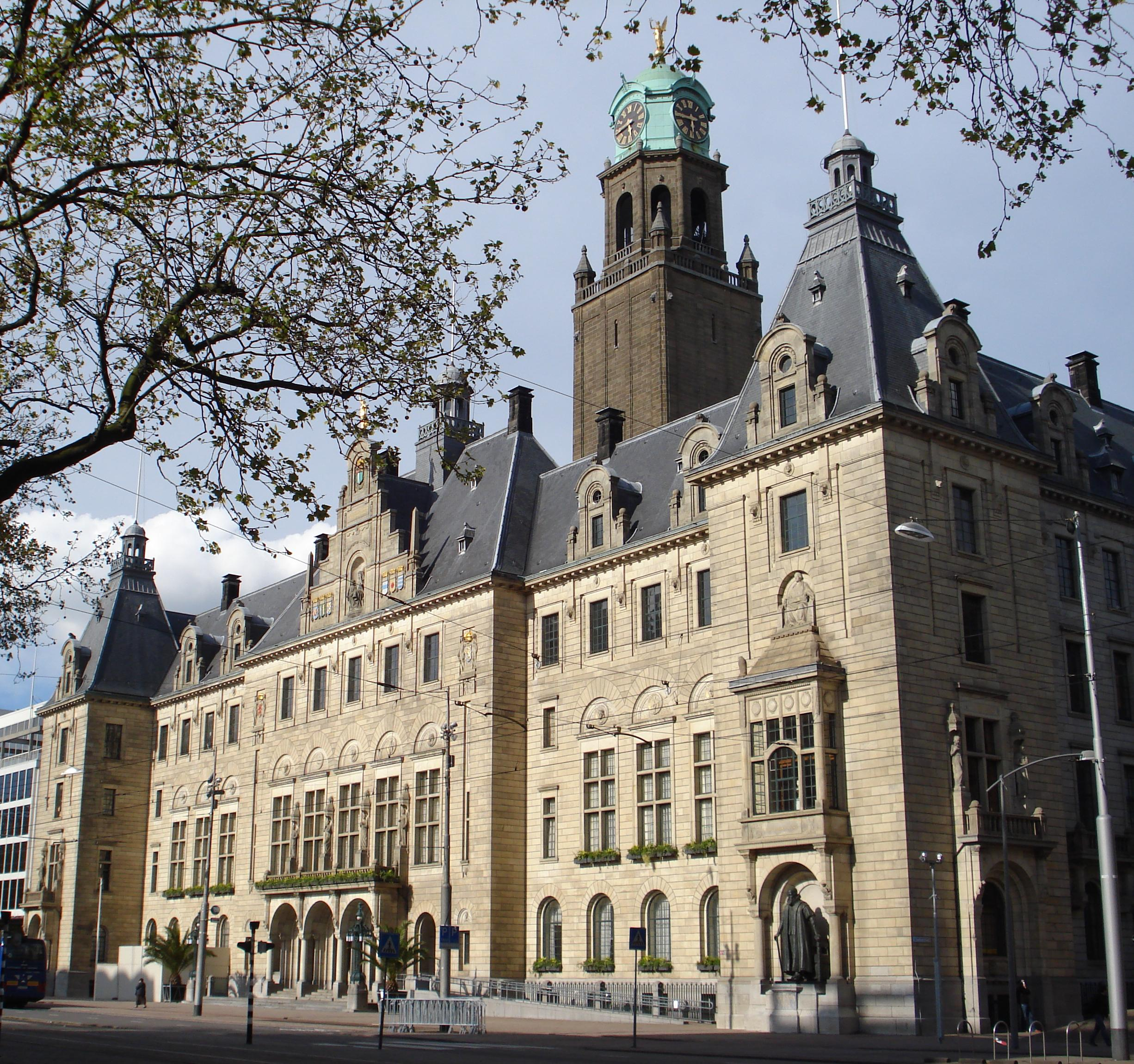
Het stadhuis van Rotterdam

### Stadsbestuur
De gemeenteraad van Rotterdam bestaat uit 45 leden. Leefbaar Rotterdam is de grootste politieke partij in Rotterdam met 10 zetels. De VVD heeft zes zetels, D66 en GroenLinks hebben elk vijf zetels, de Partij van de Arbeid en DENK hebben beide vier zetels; Volt, de Partij voor de Dieren en BIJ1 hebben elk twee zetels; de SP, het CDA, 50PLUS, de CU en FVD hebben elk één zetel.
Het college van burgemeester en wethouders bestaat sinds 2022 uit de VVD, D66, Leefbaar Rotterdam en DENK. Er zijn acht wethouders. Carola Schouten (CU) is sinds oktober 2024 burgemeester van Rotterdam.

### Bestuurlijke indeling
Rotterdam bestond tot 2014 uit 14 deelgemeentes met gezamenlijk 272 deelraadsleden en 49 bestuurders, maar als gevolg van een wetswijziging zijn deze – net als de stadsdelen in Amsterdam – na 28 jaar opgeheven in het kader van het terugbrengen van de "bestuurlijke druk". Hiervoor in de plaats zijn 14 gebiedscommissies gekomen, die het gemeentebestuur adviseren over buitenruimte, veiligheid en voorzieningen in de wijk. De commissies beschikken over een beperkt budget om bewonersinitiatieven te ondersteunen. De gebiedscommissies worden tegelijk met de gemeenteraad gekozen door de kiesgerechtigden in het gebied.

### Stedenbanden
Rotterdam heeft meerdere partner- en zustersteden en zusterhavens. Tevens heeft het een Pact van Eeuwige Vriendschap met het Franse dorp Carla-Bayle. Sinds 2008 gaat Rotterdam nadrukkelijk geen nieuwe zusterbanden meer aan. Bestaande zuster- en partnerbanden hebben geen prioriteit in het internationale beleid.
13 zustersteden
- Baltimore (Verenigde Staten), sinds 1985
- Boergas (Bulgarije), sinds 1976
- Constanța (Roemenië), sinds 1976
- Dresden (Duitsland), sinds 1988
- Esch-sur-Alzette (Luxemburg), sinds 1958
- Gdańsk (Polen), sinds 1977
- Havana (Cuba), sinds 1983
- Keulen (Duitsland), sinds 1958[30]
- Luik (België), sinds 1958
- Rijsel/Lille (Frankrijk), sinds 1958
- Shanghai (China), sinds 1979
- Sint-Petersburg (Rusland), sinds 1984
- Turijn (Italië), sinds 1958

12 partnersteden
- Antwerpen (België), sinds 1940
- Bazel (Zwitserland), sinds 1945
- Boedapest (Hongarije), sinds 1991
- Bratislava (Slowakije), sinds 1991
- Duisburg (Duitsland), sinds 1950
- Durban (Zuid-Afrika), sinds 1991
- Hull (Verenigd Koninkrijk), sinds 1936
- Jakarta (Indonesië), sinds 1983
- Neurenberg (Duitsland), sinds 1961
- Osaka (Japan), sinds 1984
- Oslo (Noorwegen), sinds 1945
- Praag (Tsjechië), sinds 1991

4 zusterhavens
- Busan (Zuid-Korea), sinds 1987
- Kobe (Japan), sinds 1967
- Seattle (Verenigde Staten), sinds 1969
- Tokio (Japan), sinds 1989

De Turkse president Recep Tayyip Erdoğan eiste op 15 maart 2017 dat Istanboel de stedenband met Rotterdam zou verbreken. Een woordvoerder van de gemeente Rotterdam verklaarde daarop dat die twee steden geen officiële stedenband hebben, hoewel ze wel vaak hebben samengewerkt.
Zoals in bovenstaand overzicht staat vermeld, heeft Rotterdam sinds 1984 een stedenband met Sint-Petersburg, waarbij in de jaren voor 2022 de focus nadrukkelijk lag op dialoog een ‘mens-tot-menscontacten’ door culturele en maatschappelijke uitwisseling. Nadat Rusland in 2022 Oekraïne binnenviel heeft burgemeester Aboutaleb de gouverneur van Sint-Petersburg een brief gestuurd om hem op te roepen de invasie en het geweld vanuit Rusland in Oekraïne te veroordelen. Toen deze veroordeling uitbleef heeft Rotterdam per 1 april 2022 de zusterstadrelatie met Sint-Petersburg bevroren.

### Regionale indeling
Rotterdam is in ten minste 23 regionale samenwerkingen vertegenwoordigd, die elk een andere samenstelling hebben.

## Economie

### Haven

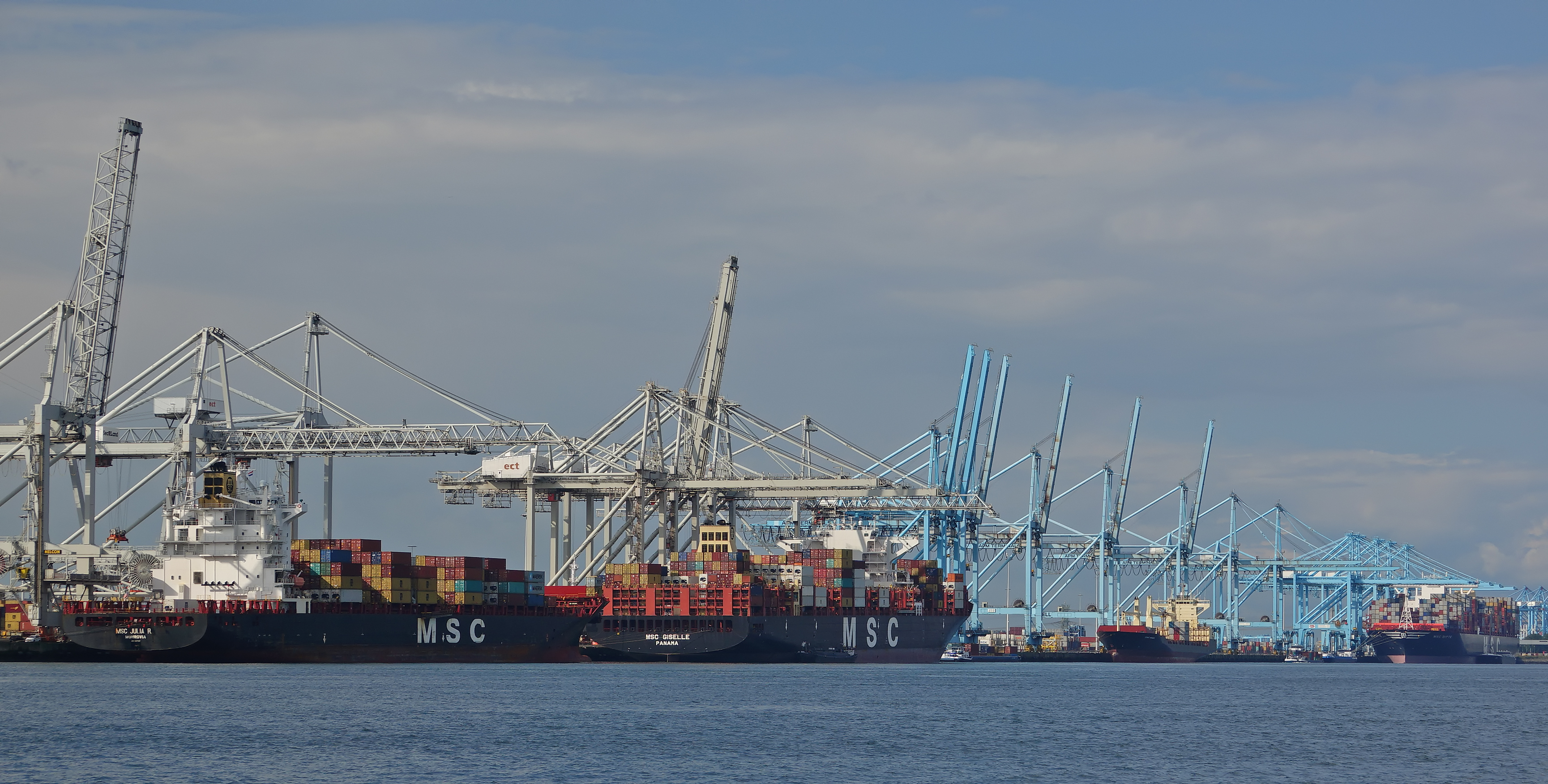
Havenkranen en vrachtschepen in de haven van Rotterdam

Rotterdam ligt centraal ten opzichte van het achterland en heeft zich mede daardoor kunnen ontwikkelen tot de grootste havenstad van Europa op het gebied van overslag van massagoederen, ook wel bulkoverslag genoemd. Aardolie neemt daarbij de eerste plaats in. Verder is Rotterdam met afstand de belangrijkste containerhaven van Europa. De havenactiviteiten zijn geleidelijk verschoven naar de oevers van de Nieuwe Waterweg en met name de Maasvlakte; sinds 1985 zijn ze niet meer in het centrum van de stad te vinden. Het Havenbedrijf Rotterdam is verzelfstandigd.
Rotterdam is zijn positie als grootste haven ter wereld sinds 2004 kwijt. De explosief groeiende economie van China bracht Shanghai op nummer één en Singapore op nummer twee. De positie van Rotterdam ten opzichte van concurrenten Antwerpen en Hamburg als 'Gateway to Europe' bleef echter ruimschoots onaangetast. De haven verwerkte 2017 een recordhoeveelheid van 467 miljoen ton. Shanghai haalde 705,4 miljoen ton en Singapore 628 miljoen ton.
De Tweede Maasvlakte is in ontwikkeling, omdat in het bestaande haven- en industriegebied geen plaats meer is voor grootschalige activiteiten. Door in de Noordzee nieuw land te creëren kan de Rotterdamse haven zich verder ontwikkelen, hetgeen van belang is voor de regionale en Nederlandse economie. Op 22 mei 2013 werd de Tweede Maasvlakte officieel in gebruik genomen, waarmee 2.000 ha havenbekken werd toegevoegd tot een totaal van 12.500 ha.

### Bedrijfsleven
Rotterdam is de vestigingsplaats van een groot aantal bedrijven, waarvan de bekendste zijn: Unilever, Mittal Steel, Nationale-Nederlanden en Robeco. Gerelateerd aan de haven zijn er handelscentra gericht op één land gevestigd zoals het Korean Trade & Distribution Center. De nieuwe vestiging van het European China Center wordt bij de Rijnhaven gebouwd.

### Winkels en markten

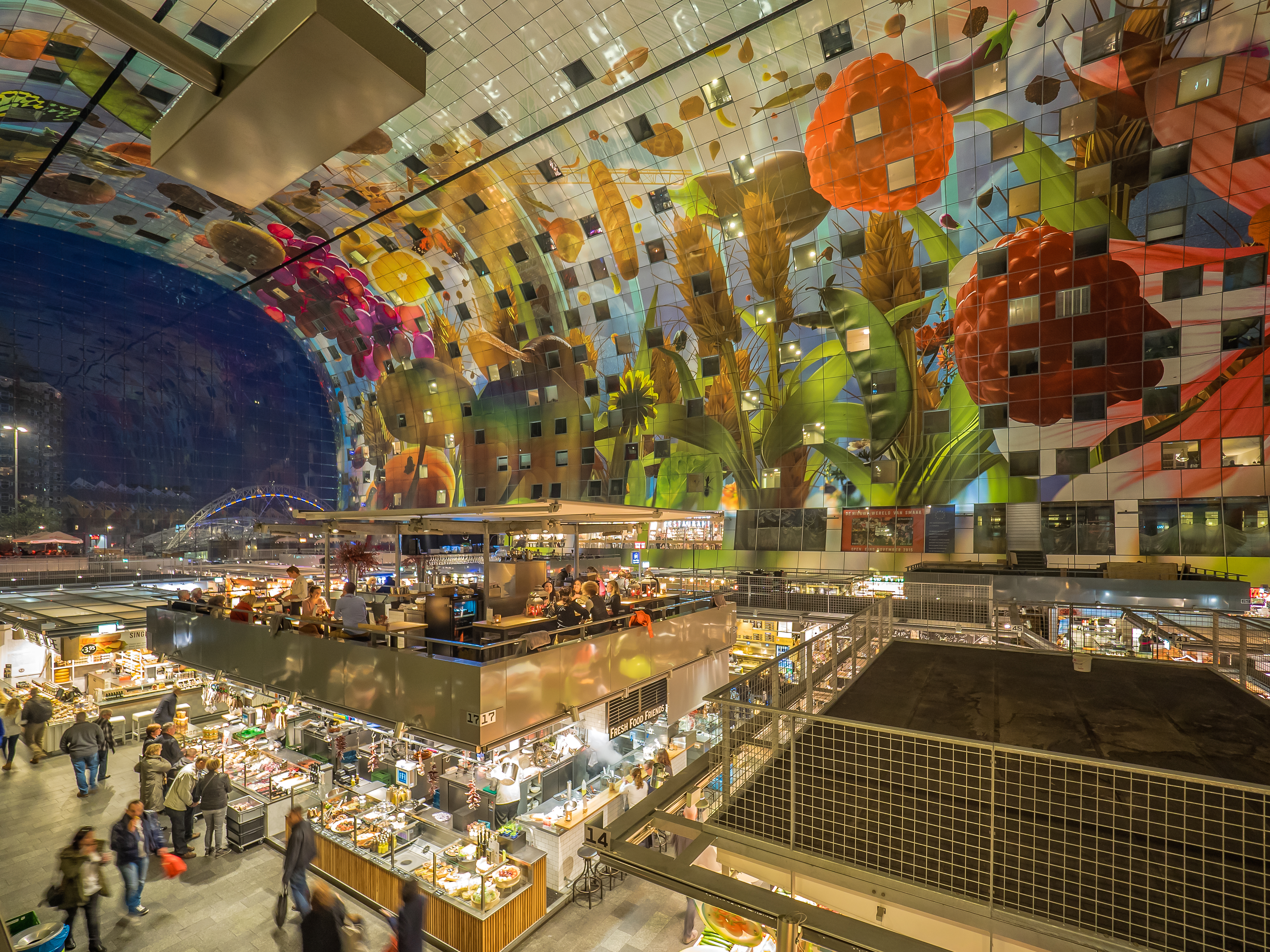
De Markthal op de Binnenrotte

In het centrum van Rotterdam is een groot winkelgebied met onder andere de Koopgoot, de Lijnbaan, de Hoogstraat en het winkelcentrum Central Plaza. Verder heeft Rotterdam het winkelcentrum Zuidplein in Rotterdam-Zuid, de winkel- en woonmall Alexandrium in Prins Alexander en vele kleinere winkelcentra verspreid over de gehele stad.
De koopavonden zijn op vrijdag. In het centrum van Rotterdam zijn de winkels iedere zondagmiddag geopend.
In Rotterdam zijn veertien weekmarkten. De twee grootste zijn die op de Binnenrotte in het centrum (op dinsdag en zaterdag) en die bij het Afrikaanderplein in Rotterdam-Zuid (op woensdag en zaterdag). In 2014 is bij de Binnenrotte de dagelijks geopende, overdekte Markthal geopend. Op de begane grond en de eerste verdieping van bevinden zich horeca en winkels, op verdiepingen twee tot en met elf luxeappartementen.

## Verkeer en vervoer

### Wegverkeer

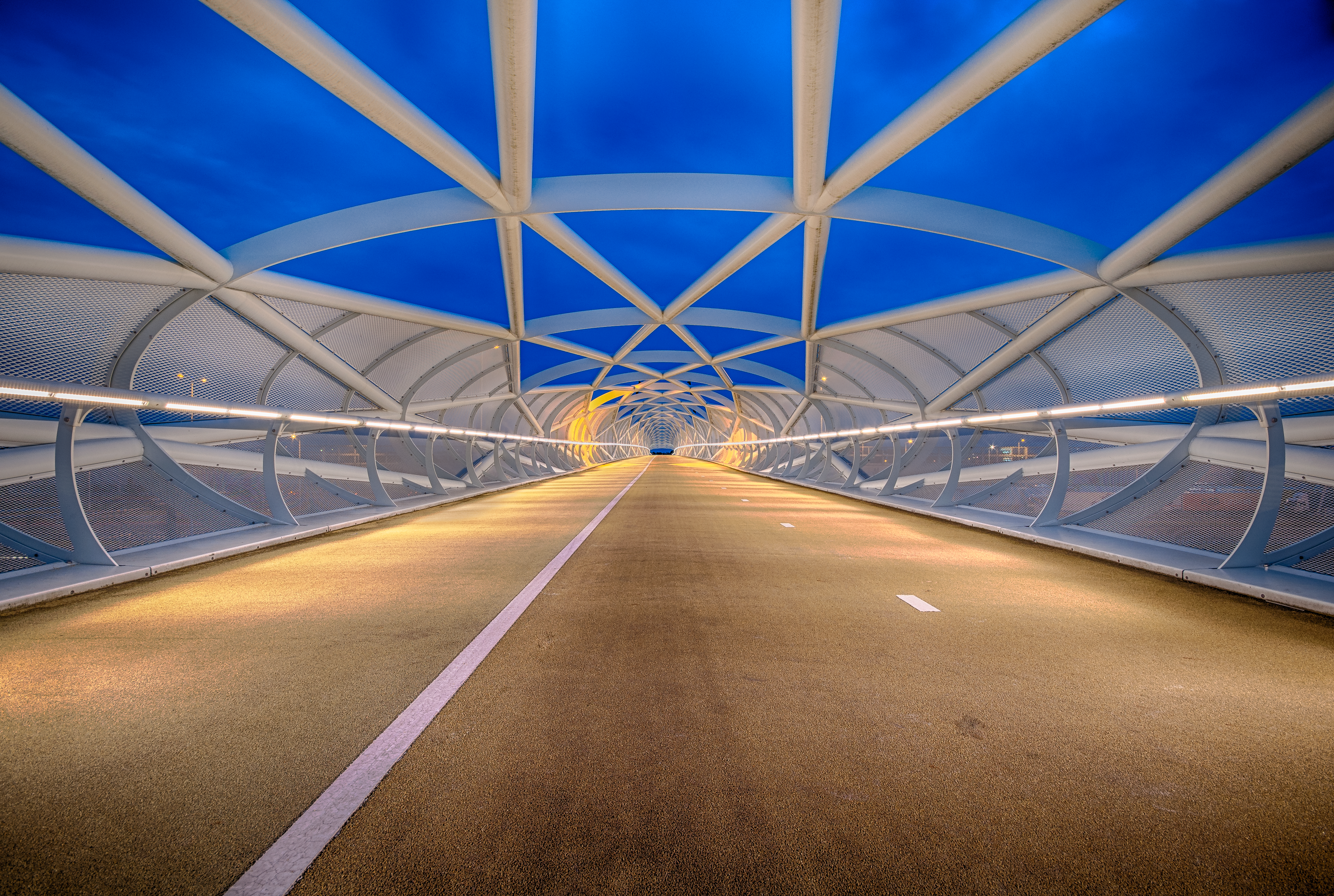
De Groene Verbinding (ook De Netkous genoemd), een fietsbrug tussen Rotterdam-Zuid en Rhoon naar ontwerp van Marc Verheijen

Rotterdam is bereikbaar via diverse autosnelwegen.
- Pernis - Vlaardingen - Schiedam - Rotterdam - Delft - Den Haag - Schiphol - Amsterdam
- Rotterdam - Delft - Den Haag
- Rozenburg - Rotterdam - Ridderkerk - Nijmegen
- Rotterdam - Dordrecht - Breda (- Antwerpen via ) ()
- Maassluis - Rotterdam - Gouda (- Utrecht via )
- Rotterdam - Barendrecht - Hellegatsplein - Knooppunt Sabina

Sinds 2010 is de gemeente bezig met de realisering van stadsroutes in Rotterdam en omstreken.

### Watertransport en oeververbindingen

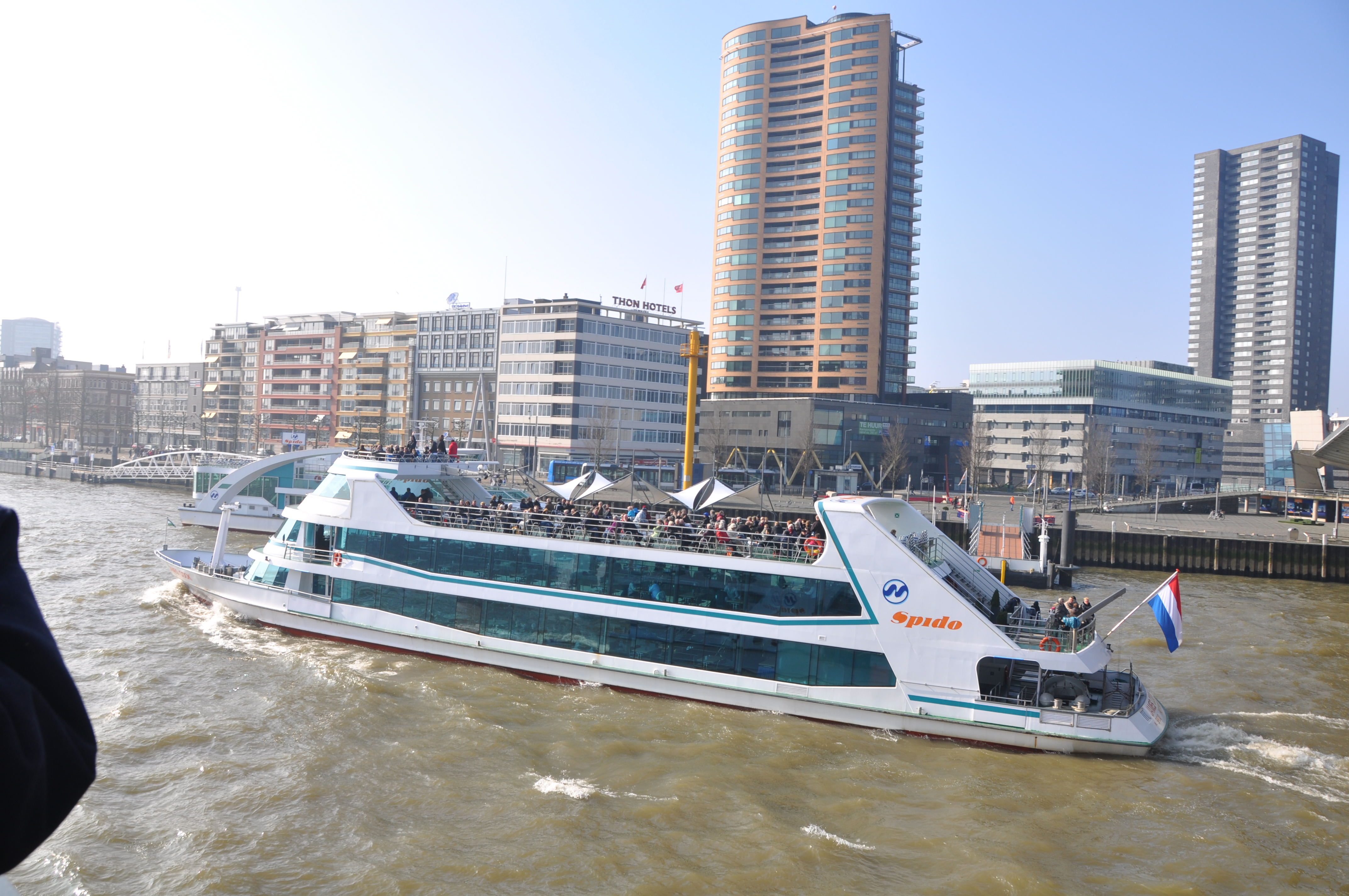
Een Spido

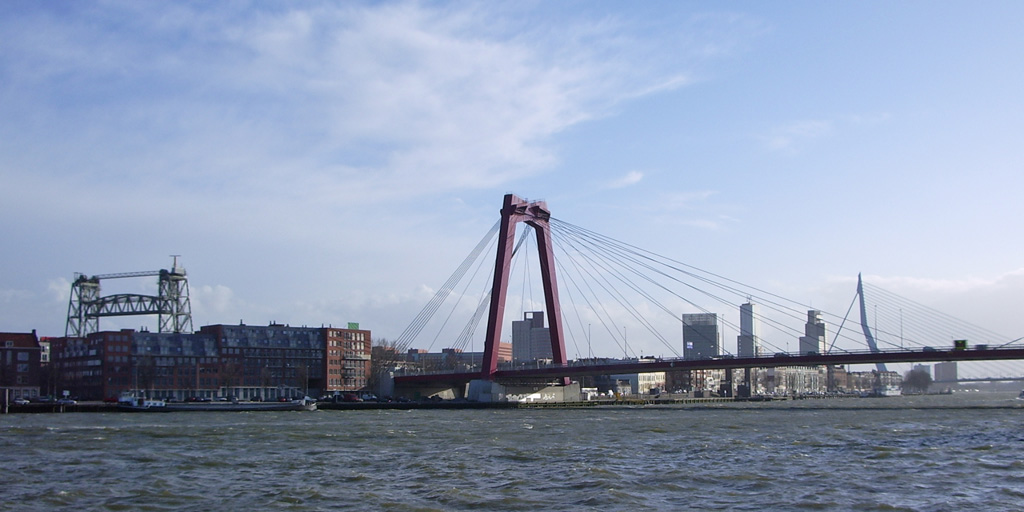
Drie bekende Rotterdamse bruggen: De Hef, de Willemsbrug en de Erasmusbrug

Voor het vervoer over water speelt de haven van Rotterdam een niet te overschatten rol (zie boven), naast goederen worden ook personen vervoerd. Reeds in de middeleeuwen werd met veerdiensten overgezet, roeiend en zeilend. In 1901 werden twee rederijen opgericht, die de verbinding met stoomponten gingen verzorgen. Behalve de gemeentelijke Rotterdamse Reederij Heen en Weer, met de voetveren Heen en Weer I t/m III, was er de firma K. Bohré & Co. Maatschappij tot Exploitatie van Overzetdiensten te Rotterdam, met de voetveren Padang 1 t/m 10. Naar verluidt nam deze firma het niet zo nauw met de verzorging van de schepen en het financieel bewind. In 1909 werd de pachtvergunning van Bohré ingetrokken en per 1 januari 1909 werden de diensten en de 10 schepen van Bohré overgenomen en toegevoegd aan die van de Rotterdamse gemeentelijke rederij. Daarbij kregen de schepen de namen Heen en Weer IV t/m XIII. Daarna liet de gemeente nog drie voetveren bouwen met de namen Heen en Weer XIV t/m XVI en vijf wagenveren. De eerste twee, uit 1911, bleken niet goed te werken en er werden drie betere gebouwd. Na de oorlog werden de stoomponten gemoderniseerd en van dieselmotoren voorzien. Een aantal daarvan is nog in gebruik: de Heen en Weer III (als wachtschip Fram voor Scouting in Barendrecht), de Heen en Weer X (als wachtschip Boekanier voor Scouting in Rotterdam) en de Heen en Weer XV (als varend woonschip in Hitland, sinds mei 2016 weer onder de oorspronkelijke naam).
Veerdiensten voeren tot in de jaren 60 van de twintigste eeuw onder meer tussen de Boompjes en de Nassaukade, Willemsplein en Wilhelminakade, en Veerkade en Linkerveerdam, en zo door tot aan Maassluis. De Rotterdamse metro werd geopend op 9 februari 1968 en verving de veren en de tramlijnen over de Maasbruggen. De gemeentelijke veren werden die dag opgeheven en de schepen opgelegd in de Dokhaven, Charlois.
Moderne veerdiensten varen met snellere schepen. Zo kennen we in Rotterdam de Aqualiner, die een verbinding tussen de stad en de Heijplaat verzorgt. Beeldbepalend op de rivier zijn de watertaxi's en de waterbussen. Ook de schepen van de Spido en Koninklijke Roeiers Vereeniging Eendracht halen en brengen zo nodig mensen over de rivier.
De plaats van de veerdiensten is ingenomen door bruggen en tunnels. Aanvankelijk werd het bouwen van bruggen vermeden in verband met de inherente hinder van de scheepvaart. In 1870 werd de Koninginnebrug over de Koningshaven aangelegd. Pas in 1878 werd de eerste oeververbinding over de Nieuwe Maas geopend: de (oude) Willemsbrug. Tot de bouw van de Erasmusbrug, ruim een eeuw later, lagen er geen bruggen over de Nieuwe Maas ten westen van de locatie van deze brug. In het verlengde van de oude Willemsbrug, iets ten oosten van de Koninginnebrug, lag (en ligt) De Hef, oorspronkelijk eveneens geopend in 1878 maar in de jaren twintig van de volgende eeuw ingrijpend verbouwd.
Sinds 1996 worden de oevers van de Nieuwe Maas door drie bruggen verbonden. De oudste is de Van Brienenoordbrug, geopend in 1964 en in 1990 verdubbeld. De 'nieuwe' Willemsbrug ligt iets oostelijk van de locatie van de 'oude' Willemsbrug, die na de opening van de nieuwe brug gesloopt werd, en werd geopend in 1981. De opening was de eerste officiële handeling van prins Willem-Alexander. De bekendste brug is de Erasmusbrug ontworpen door architect Ben van Berkel en geopend in 1996. Over de Oude Maas ligt de oude Botlekbrug uit 1955. De nieuwe Botlekbrug werd in 2015 in gebruik genomen, maar levert nog hinder op voor de scheepvaart.
Onder de Maas bevinden zich de Maastunnel (in gebruik genomen 1942; geopend tijdens de Duitse bezetting), de Beneluxtunnel (in gebruik genomen 1967, 2002), de Botlektunnel (in gebruik genomen 1980), de Burgemeester Thomassentunnel (in gebruik genomen 2004), de metrotunnels (in gebruik genomen vanaf 1968) en de Willemsspoortunnel (in gebruik genomen 1993). Door de in aanleg zijnde Maasdeltatunnel als onderdeel van de A24 ontstaat er - volgens planning in 2024 - een vaste verbinding tussen Rozenburg en Vlaardingen onder Het Scheur.

### Luchthaven
Rotterdam heeft ook een eigen luchthaven: Rotterdam The Hague Airport, in de volksmond Zestienhoven, naar de polder waarin zij ligt.

### Openbaar vervoer

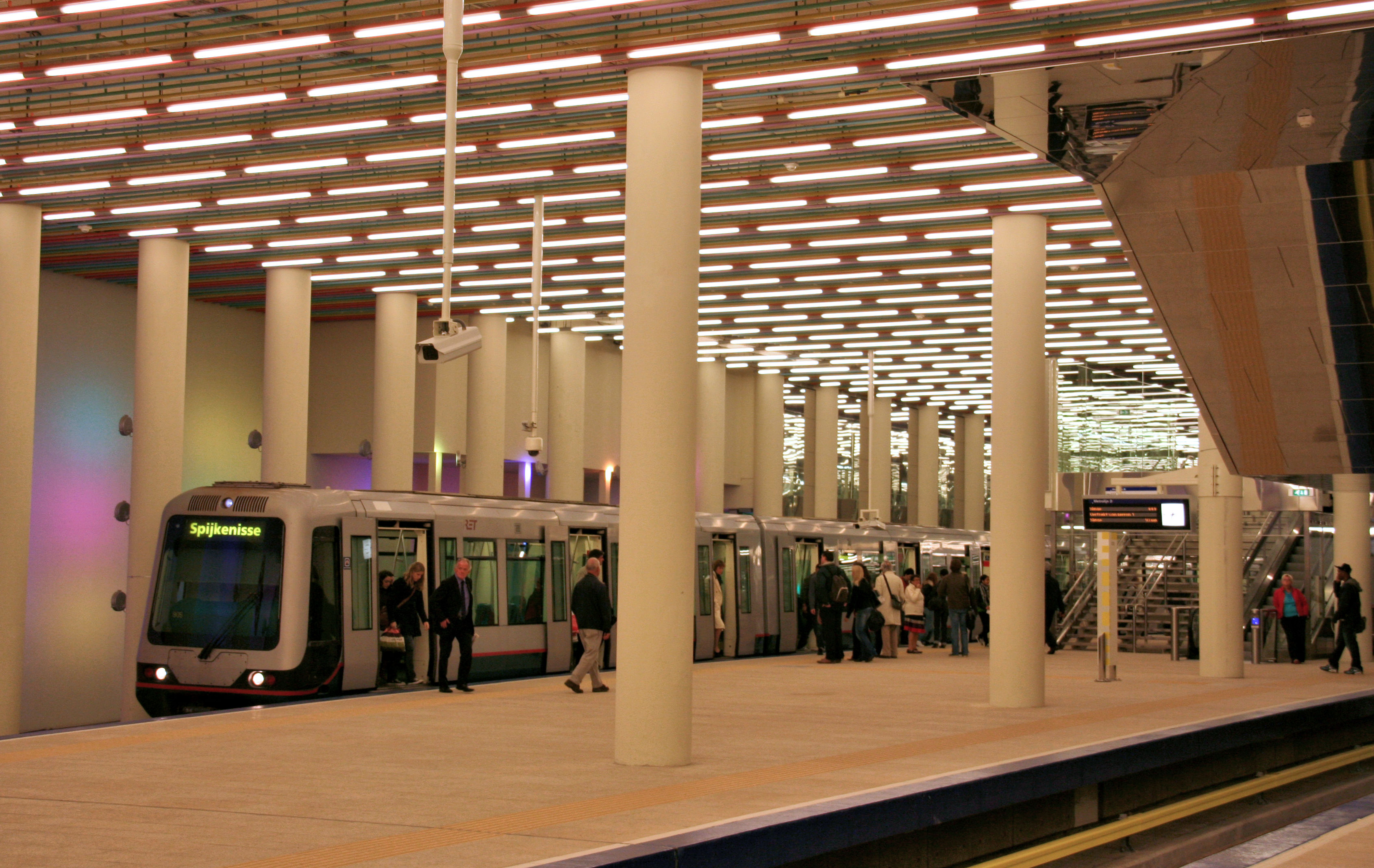
De Rotterdamse metro

Het stadsvervoerbedrijf RET exploiteert (sinds 1927) in Rotterdam e.o. trams en bussen en sinds 1968 ook metro's. De metro heeft inmiddels vijf lijnen: A, B, C, D en E. Deze laatste lijn rijdt via een geboorde tunnel en de voormalige Hofpleinlijn tussen Rotterdam en station Den Haag Centraal en is onderdeel van RandstadRail. De RET heeft 9 tramlijnen: 1, 2, 3, 4, 5, 6, 7, 8 en 11.
Per trein is Rotterdam vanaf diverse stations rechtstreeks te bereiken. Rechtstreekse bestemmingen zijn onder andere Den Haag, Leiden, Haarlem, Schiphol, Amsterdam, Utrecht, Amersfoort, Enschede, Groningen, Leeuwarden, Dordrecht, Breda, Eindhoven, Roosendaal, Vlissingen, Antwerpen, Brussel en Parijs.
Rotterdam ligt aan de HSL-Zuid, de hogesnelheidslijn die Amsterdam en Schiphol met Antwerpen verbindt. De Intercity direct rijdt op dit traject in de richtingen Schiphol - Amsterdam Centraal en Breda. Met de Eurostar kan Parijs tienmaal per dag in 2:37 bereikt worden. 's Zomers is het ook mogelijk om rechtstreeks naar bestemmingen zoals Avignon en Marseille te reizen. 's Winters is Bourg-Saint-Maurice rechtstreeks bereikbaar. Deze bestemmingen zijn in de genoemde periode één keer per week op zaterdag te bereiken met de Eurostar.
Internationaal busvervoer wordt aangeboden door het bedrijf Flixbus vanaf Rotterdam Centraal en Rotterdam Zuidpein.
Het meeste treinverkeer komt van en naar station Rotterdam Centraal aan het Stationsplein. Rotterdam Centraal werd tussen 2007 en 2013 vervangen door een nieuwe OV-terminal. In deze OV-terminal komen alle soorten van openbaar vervoer bij elkaar, te weten tram, bus, metro, Randstadrail en trein. De nieuwe terminal is gebouwd voor het verwachte reizigersaantal van 300.000 in 2030. Andere stations in Rotterdam zijn Rotterdam Alexander, Blaak, Lombardijen, Noord, Zuid en de halte Rotterdam Stadion (alleen bij evenementen). Binnen de Rotterdamse gemeentegrenzen lagen tot 1 april 2017 ook nog de stations Hoek van Holland Haven en Hoek van Holland Strand.

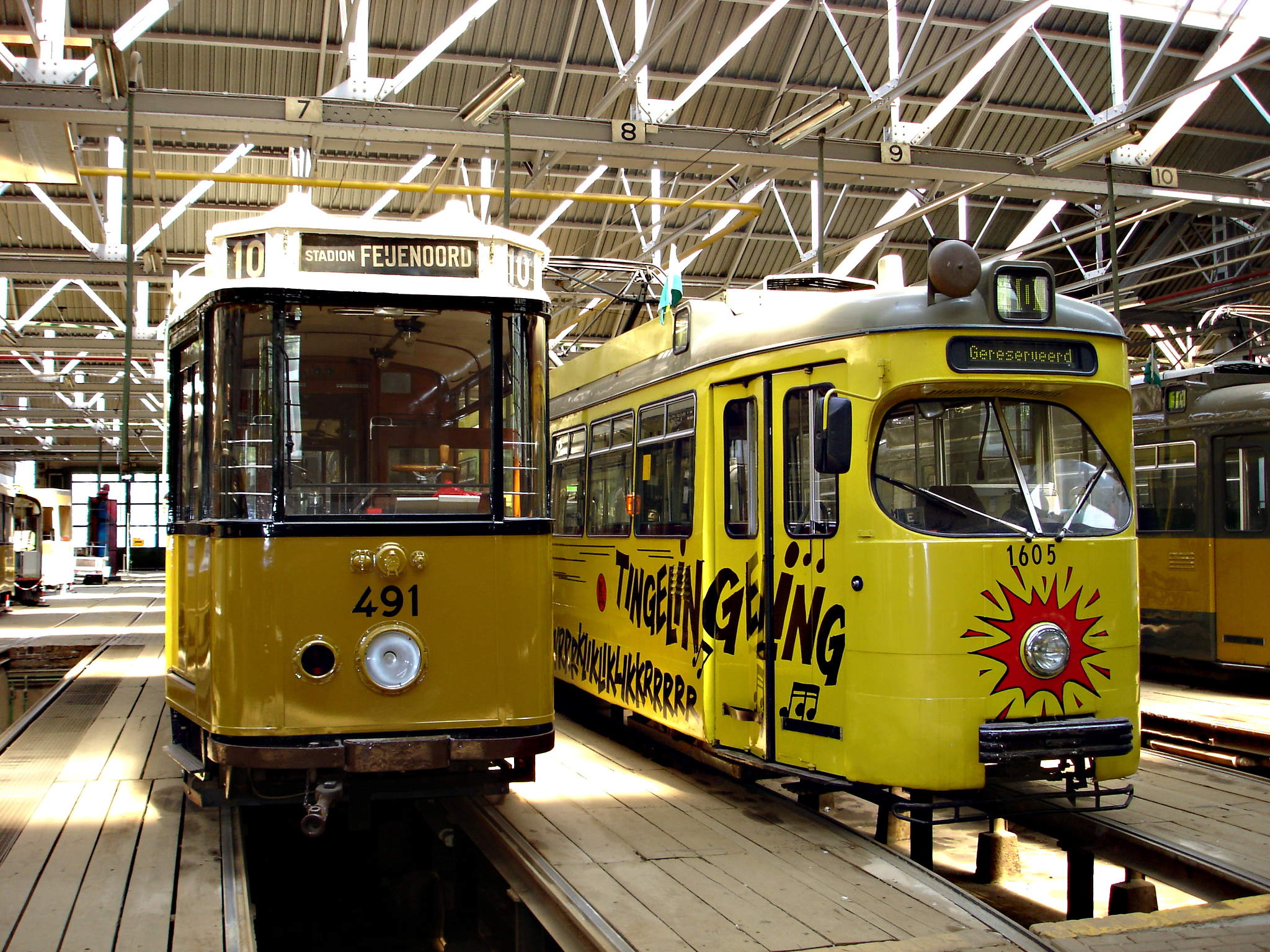
Remise Hillegersberg

### Stichting RoMeO(Rotterdams Openbaar Vervoer Museum)
De Stichting RoMeO (Rotterdams Openbaar Vervoer museum en Exploitatie van Oldtimers) is in 1997 opgericht om verschillende historische transportcollecties samen te brengen in één collectie. Momenteel bestaat de gezamenlijke collectie uit ruim zestig trams, twintig bussen en een ondergrondse metro uit 1967. Een deel van de collectie wordt rijdend in de stad getoond. Sinds 2010 is het Rotterdams Openbaar Vervoer Museum gehuisvest in de monumentale Remise Hillegersberg uit 1923.

## Cultuur

### Uitgaansleven

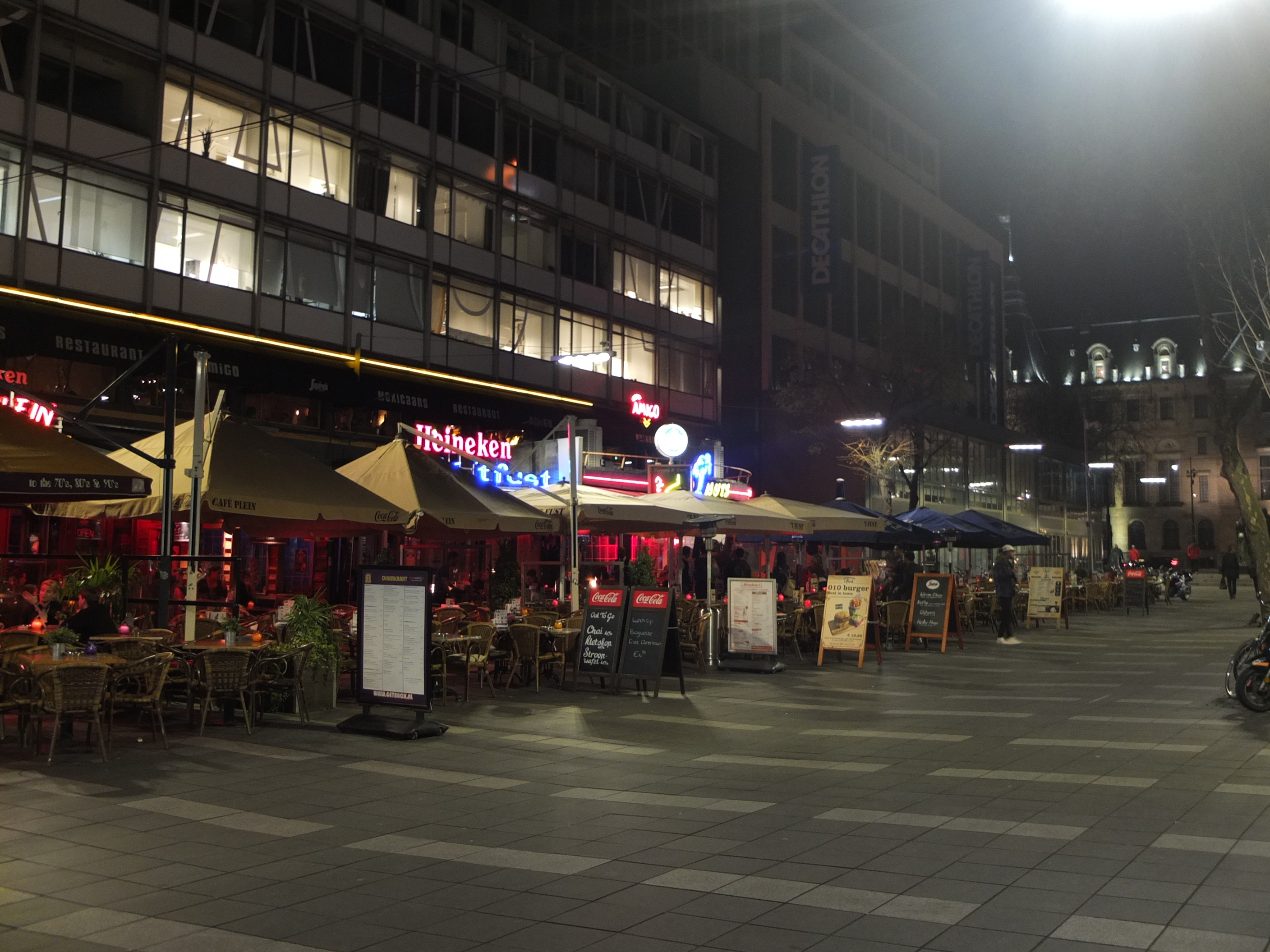
Uitgaansgelegenheden aan het Stadhuisplein

Het Rotterdamse uitgaansleven telt vele cafés, voornamelijk rond het Stadhuisplein, de Oude Haven, de Witte de Withstraat en het Schouwburgplein. De stad telt ook een toenemend aantal gerenommeerde restaurants, waaronder Parkheuvel, Fred, FG Restaurant met twee Michelinsterren. Onderscheiden met een Michelinster zijn: Joelia, The Millèn, FG Food Labs, Amarone, Fitzgerald en Zeezout. Daarnaast zijn er een aantal clubs en discotheken, waaronder bijvoorbeeld Maassilo, Poppodium Annabel en BIRD. Enkele andere vroegere discotheken zijn Now&Wow, Hollywood Music Hall, Nighttown en Parkzicht.
Buiten deze vaste locaties is Rotterdam een echte evenementenstad. Grote evenementen die jaarlijks onderdeel zijn van de agenda zijn: Wereldhavendagen, Marathon Rotterdam en North Sea Jazz Festival.
De homohoreca is vanouds geconcentreerd in en rondom de Van Oldebarneveldtstraat. Na de sluiting van Gay Palace in 2014 is er geen aparte homodiscotheek meer, wel kent de stad nog een homosauna onder de naam Finland.
Vanaf de jaren zeventig tot aan zijn overlijden in 2019 gold dichter en schrijver Jules Deelder als de nachtburgemeester van Rotterdam.
De prostitutie in Rotterdam omvat hoofdzakelijk seksbedrijven, waarvan vele gevestigd zijn aan de 's-Gravendijkwal tussen Middelland en Oude Westen. De Keileweg was een centrum van de tippelprostitutie, maar dit werd in 2005 verboden.

### Media
In Rotterdam is er regionale radio en televisie, zoals Regio TV Rotterdam, RTV Rijnmond en OPEN Rotterdam. De lokale jongerenzender is FunX.
Daarnaast zijn de volgende kranten in Rotterdam gevestigd: AD Rotterdams Dagblad, Maasstad, De Havenloods, De Botlek, Metro (editie Rotterdam), De Echo en De Oud-Rotterdammer.
De hoofdredactie van de landelijke editie van het Algemeen Dagblad bevindt zich eveneens in Rotterdam. De landelijke kranten NRC Handelsblad en nrc.next van NRC Media, deels voortgekomen uit de Nieuwe Rotterdamse Courant, waren tot december 2012 in Rotterdam gevestigd, maar verhuisden naar Amsterdam.

## Onderwijs

### Basisonderwijs
Anno 2025 telt Rotterdam 191 basisscholen en zijn er ruim 50.500 leerlingen die dagelijks het basisonderwijs volgen. Er is een divers onderwijsaanbod met openbare scholen, protestants-christelijk, rooms-katholiek, algemeen bijzonder en islamitisch onderwijs. Naast deze verschillende denominaties zijn er ook veel verschillende onderwijsconcepten te vinden in Rotterdam. Zo is het mogelijk om regulier onderwijs te volgen maar ook montessori-, dalton- en jenaplanonderwijs, vrij onderwijs en ontwikkelingsgericht onderwijs.
De gemiddelde schoolweging in Rotterdam is in 2025 32,48, wat hoger is dan het landelijke gemiddelde (29,75). Dit duidt erop dat de leerlingenpopulatie gemiddeld complexer is en de bijbehorende, sociaaleconomische omstandigheden lager zijn dan het landelijke gemiddelde.

### Studeren in Rotterdam

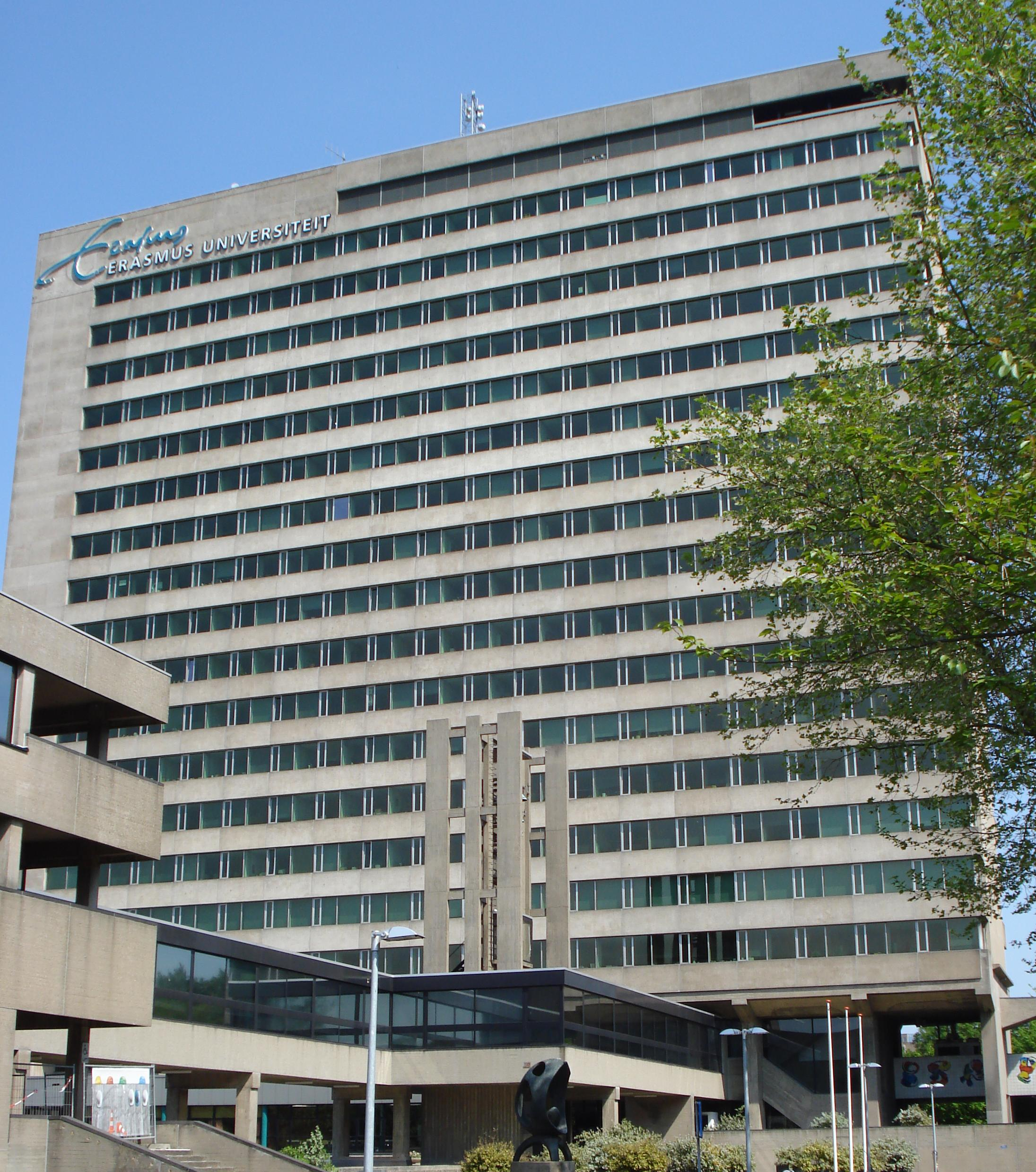
Gebouw van de Erasmus Universiteit

Studeren in Rotterdam kan op verschillende onderwijsniveaus. Het loopt uiteen van MBO, HBO tot Universiteit. In Rotterdam studeren 58.668 studenten.
De onderwijsinstellingen die te vinden zijn in Rotterdam zijn:
Wetenschappelijk
- Erasmus Universiteit Rotterdam

Hoger en speciaal onderwijs
- Rotterdamse Academie voor Bouwkunst (onderdeel van de Hogeschool Rotterdam)
- Codarts (Rotterdamse Dansacademie)
- EuroCollege Hogeschool
- Hogeschool Inholland
- Hogeschool Tio
- Hogeschool Rotterdam
- Koninklijke Auris Groep (instituut voor onderzoek en speciaal onderwijs voor doven en slechthorenden)
- Rotterdams Conservatorium (codarts)
- Thomas More Hogeschool (pabo)
- Willem de Kooning Academie (Academie voor beeldende kunsten en onderdeel van de Hogeschool Rotterdam)

Overige bekende onderwijsinstellingen
- LMC Voortgezet Onderwijs
- Albeda College
- Erasmiaans Gymnasium
- Montessori Lyceum Rotterdam
- Grafisch Lyceum Rotterdam
- Koninklijke Auris Groep
- Marnix Gymnasium
- ROC Zadkine
- Scheepvaart en Transport College
- Hout- en Meubileringscollege
- Libanon Lyceum
- Hoornbeeck College
- Montfort College (onderdeel van LMC Voortgezet Onderwijs)
- Lyceum Kralingen (onderdeel van LMC Voortgezet Onderwijs)
- Wellantcollege Rotterdam
- Wolfert van Borselen scholengroep
- Het Lyceum Rotterdam (onderdeel van LMC Voortgezet Onderwijs)

## Volksgezondheid en sport

### Sport

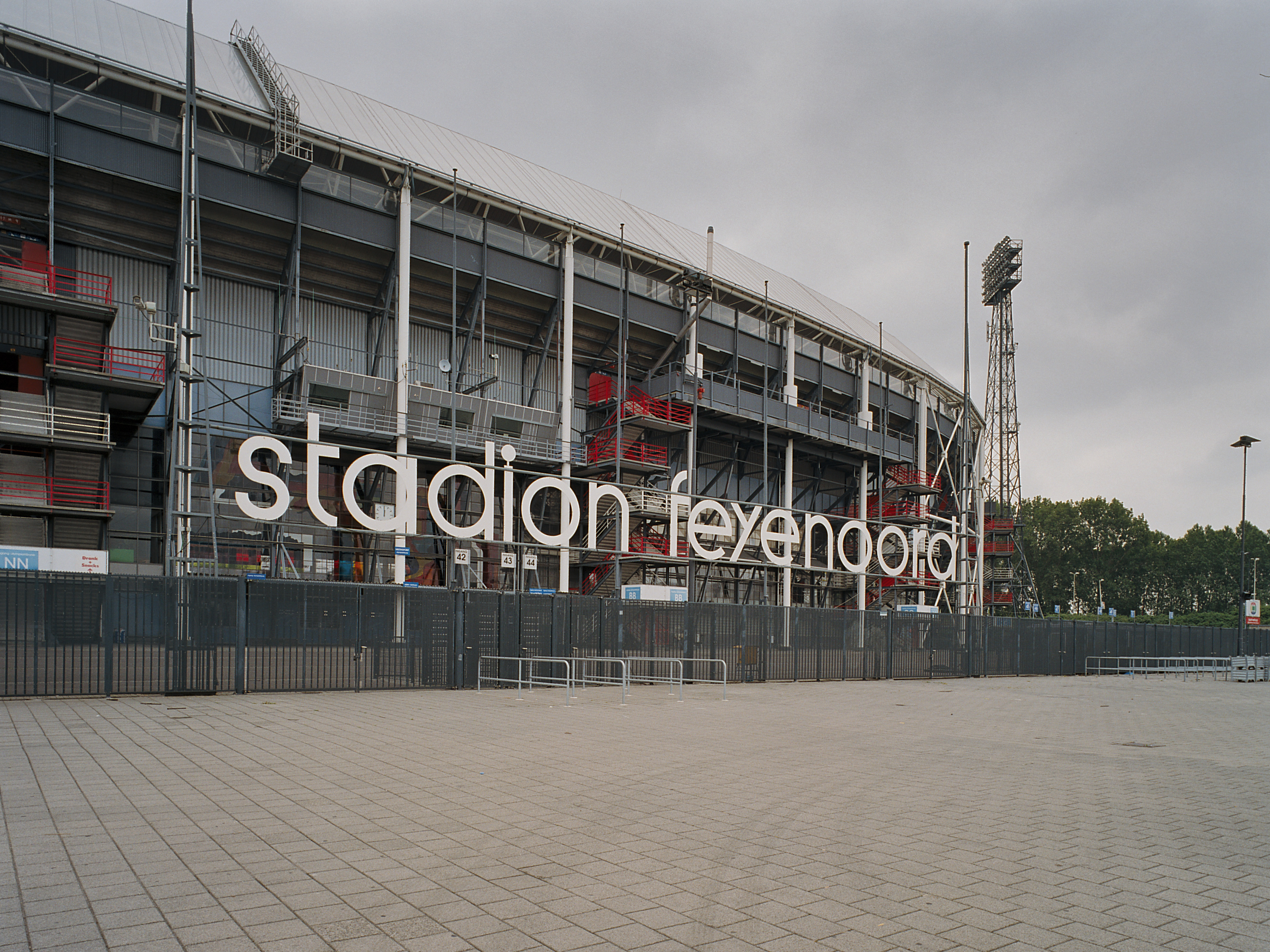
Stadion Feijenoord

Rotterdam organiseert enkele belangrijke sporttoernooien en -evenementen:
- Marathon van Rotterdam
- Rotterdam on Wheels
- ABN AMRO - World Tennis Tournament
- World Port Tournament (honkbal)
- Port of Rotterdam Tournament (voetbal)
- Bavaria City Racing
- Red Bull Air Race Rotterdam
- EK voetbal van 2000 in De Kuip
- Proloog en start van de eerste etappe van de Tour de France 2010
- EK vrouwenboksen 2011 in het Topsportcentrum Rotterdam. Dit is het eerste internationale boksevenement in Nederland.

Rotterdam is de enige stad in Nederland met drie betaaldvoetbalclubs en de enige stad met meerdere clubs in de Eredivisie.
- Feyenoord
- Excelsior
- Sparta Rotterdam

Verder is Rotterdam ook met andere sporten goed vertegenwoordigd op landelijk niveau.
- ARSR Skadi, roeivereniging met meerdere Varsity-overwinningen en (inter)nationaal blikkende roeiers.
- DOOR Neptunus, honkbalclub uitkomend in de honkbal hoofdklasse, geldt ook voor Sparta/Feyenoord.
- VC Nesselande, volleybalploeg bij de mannen, maar ook de vrouwen komen uit in de A-League.
- HC Rotterdam, hockeyclub waarbij de mannen uitkomen in de Hoofdklasse hockey.
- VOC (sportclub), voetbal- en cricketclub waarvan het cricketteam goed presteert in de Hoofdklasse cricket.
- Rotterdam Trojans, American-footballclub uitkomende in de hoogste divisie.
- Feyenoord Basketbal, basketbalploeg uitkomend in de eredivisie basketbal.
- Feijenoord van Teylingen, meervoudig landskampioen tafeltennis.
- Rotterdam Atletiek, atletiekvereniging succesvol in de eredivisie bij zowel de mannen als de vrouwen.

In december 2008 onthulde burgemeester Opstelten de plannen voor een "nieuwe Kuip", een project dat in 2013 werd afgevoerd. Er zijn ook plannen voor een nieuw Spartastadion. Dit moet komen in de Spaanse Polder, een industrieterrein, maar deze plannen zijn nog niet concreet.
Sportlocaties die te vinden zijn in Rotterdam zijn:
- Sportcomplex Hazelaarweg
- Sportcomplex Duivesteyn
- Sportcomplex Varkenoord
- Trainingcomplex 1908
- Sportcomplex Olympia
- Willem-Alexander Baan

## Onderscheidingen
- De Van Oldenbarneveltpenning, is de hoogste gemeentelijke onderscheiding voor mensen die zeer grote verdiensten hebben gehad voor de wetenschap, de economie, de kunst en cultuur of voor het bestuur in Rotterdam. Deze penning wordt hooguit eenmaal per jaar uitgereikt.
- De Wolfert van Borselenpenning is bedoeld voor personen die activiteiten hebben ontplooid in een leidinggevende functie op verschillende terreinen van de Rotterdamse samenleving.
- De Erasmusspeld kan worden uitgereikt aan personen die zich lange tijd op sociaal, cultureel, economisch of sportief gebied verdienstelijk hebben gemaakt voor de Rotterdamse samenleving.
- Het Oog van Rotterdam kan worden uitgereikt aan Rotterdammers die bijgedragen hebben aan de verbetering van de veiligheid en de leefbaarheid in Rotterdam. Zij moeten actie hebben ondernomen om te voorkomen dat anderen schade opliepen en zonder zichzelf daarbij in gevaar te brengen. Ook moet het optreden in Rotterdam op straat zijn gebeurd. Verder mogen de kandidaten geen agent, brandweerman of bijvoorbeeld ambulancemedewerker van beroep zijn.
- De Laurenspenning is een Rotterdamse cultuurprijs, die uitgereikt wordt aan een persoon of organisatie die zich bijzonder verdienstelijk heeft gemaakt voor de stad Rotterdam.

## Naamgeving
In de huidige straattaal wordt Rotterdam ook wel aangeduid met Roffa. Van eerdere datum is de benaming Rotjeknar. Hierop ontstond het (voornamelijk door niet-Rotterdammers gebruikte) enigszins neerbuigende Rotjeknor.
Rotterdam is naamgever van de plaatsen Rotterdam (New York, Verenigde Staten), Rotterdam (Limpopo, Zuid-Afrika) en Rotterdam (Oost-Kaap, Zuid-Afrika).
In de voormalige westelijke koloniën bestonden enkele plantages vernoemd naar de stad: koffieplantage Rotterdam in Berbice en koffie- en katoenplantage Rotterdam aan de Cotticarivier in Suriname. De kolonie Suriname kende ook het plaatsje Nieuw-Rotterdam. Dit is overstroomd en in de oceaan verdwenen; later is 30 kilometer zuidelijker Nieuw-Nickerie gebouwd.
De Rotterdam is een van de grootste en bekendste schepen van de Holland-Amerika Lijn, in de vaart genomen in 1959. Sinds 2008 ligt het schip in Katendrecht afgemeerd om onder andere als hotel dienst te doen.
De Zr.Ms. Rotterdam is een van de twee LPD's (landing platform dock) die in het bezit zijn van de Nederlandse Koninklijke Marine. Het schip wordt gebruikt voor embarkatie van eenheden van het Korps Mariniers. Met zijn 166 meter en 10 dekken is het een van de grotere schepen van de Nederlandse vloot.
In november 2013 is het gebouw De Rotterdam opgeleverd. Dit gebouw, met de slogan "The Vertical City" is een ontwerp van Rem Koolhaas, van het ontwerpbureau Office for Metropolitan Architecture (OMA).

## Zie ook

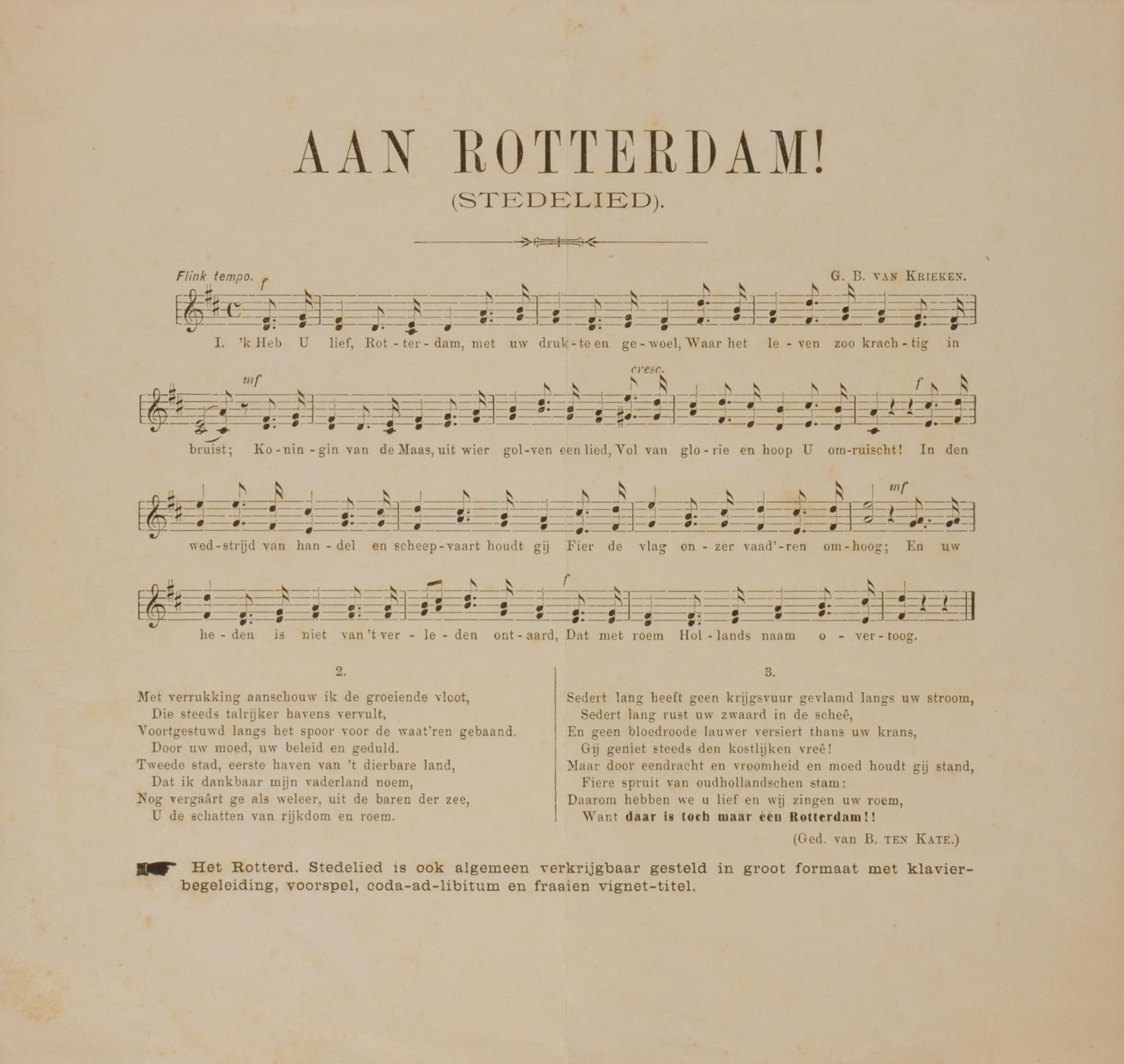
Lied met tekst en noten “Aan Rotterdam (stedelied)”